# Lokalisierungshypothesen zu Atlantis
Als Lokalisierungshypothesen zu Atlantis bezeichnet man argumentativ begründete Vermutungen über die genaue geografische Örtlichkeit, an der Platons Atlantis existiert haben soll. Hierbei wird vorausgesetzt, dass die überlieferte Beschreibung dieser Kultur als vor ihrem Untergang irgendwo jenseits der Straße von Gibraltar gelegenes Inselreich keine bloße Erfindung Platons sei, sondern einen realen Hintergrund habe. Erste Hypothesen dieser Art entstanden bereits in der Antike. In wieder zunehmendem Maße wurden sie seit der Renaissance entwickelt und diskutiert, begünstigt durch die Entdeckung Amerikas, in dem man aufgrund seiner Lage am Atlantik eine Parallele zum Atlantis-Motiv zu erkennen glaubte. Die akademische Fachwelt beteiligt sich nach wie vor an diesen Versuchen, soweit ihre Vertreter davon ausgehen, dass dem Mythos eine historische Begebenheit zugrunde liegt. Die Mehrzahl der Akademiker indes erachtet Atlantis als einen bemerkenswert intelligenten Kunstgriff Platons, dessen Zweck – wie bei allen anderen Mythen des Autors – vor allem darin bestanden habe, eine stringente Verbindung zwischen seiner Ideenlehre und der aus diesen noumenalen Ureinheiten des Erkenntnisvermögens metaphysisch zusammengesetzten Phänomenalität plausibel darzulegen: ein nach Auffassung mancher Kritiker schon von diesem Aspekt her gänzlich abwegiges Vorhaben.

## Grundlagen

### Angaben zu Standort und Merkmalen von Atlantis
Platon hat in seinen um 360 v. Chr. verfassten Dialogen „Timaios“ und „Kritias“ die Stadt genau beschrieben und liefert somit viele Anhaltspunkte für eine Lokalisierung. In diesen Dialogen wird Atlantis Nesos (etwa Die Insel des Atlas) als ein Inselreich beschrieben, das größer als Libyen (Λιβύη) und Asien (Ασία) zusammen war (Tim. 24e) und wie Athen schon 1000 Jahre vor der Gründung Ägyptens existiert hat. Die Hauptinsel lag außerhalb der „Säulen des Herakles“ im/am Atlantìs thálassa, wie schon Herodot den Atlantik nennt (Hdt. I 202,4). Atlantis war laut Platon reich an Rohstoffen aller Art, insbesondere an Gold, Silber und „Oreichalkos“, einer Metalllegierung, die Platon als „feurig schimmernd“ beschreibt (Kritias 114e) und die heute als Messing bekannt ist. Nach einem Hesiod zugeschriebenen Kleinepos (Epyllion) gleichen Namens nannte man es auch den „Schild des Herakles“. Weiter erwähnt Platon verschiedene Arten von Bäumen, Pflanzen, Früchten und Tieren, darunter auch das „größte und gefräßigste Tier von allen“, den Elefanten (Kritias 115a). Die weiten Ebenen der großen Inseln waren laut Platos Beschreibung äußerst fruchtbar, exakt parzelliert und durch künstliche Kanäle mit ausreichend Wasser versorgt. Durch Ausnutzung des Regens im Winter und des Wassers aus den Kanälen im Sommer seien zwei Ernten jährlich möglich gewesen (Kritias 118c-e).
Die Mitte der Hauptinsel bildete gemäß Plato eine 3000 mal 2000 Stadien große Ebene, wobei ein griechisches „Stadion“ etwa 180 Metern entspricht. (Es ist indes ungeklärt, ob sich Platon hier nicht auf das ägyptische „Stadion“, etwa 211 Meter, bezieht.) Diese Ebene sei von rechtwinklig angelegten Kanälen umgeben und durchzogen gewesen, woraus eine Vielzahl kleiner Binneninseln resultierten. Um die Akropolis der Hauptstadt hätten sich drei ringförmige, konzentrisch angelegte Kanäle befunden, die durch einen weiteren Kanal mit dem Meer verbunden gewesen sein sollen. Für die Wettkämpfe soll es eine Rennstrecke gegeben haben, die in ihrer Länge veränderbar war – gemeint sein könnten: mehrere von verschiedener Länge und für je eigene Zwecke: Wettläufe und Rennen in Streitwagen wie jenem des Poseidons (s. u.). Die Akropolis selbst soll auf einem Berg im Zentrum der Hauptinsel gelegen haben und eine Breite von fünf Stadien gehabt haben. Der innerste der künstlichen Wassergürtel hätte eine Breite von einem Stadion, die zwei darauf folgenden – untereinander durch Landgürtel getrennt – eine von jeweils zwei und drei Stadien gehabt haben (Kritias 115d–116a). Letztere Wassergürtel schildert Platon als schiffbar und über den o. g. Kanal verbunden mit einem an der Südküste der Hauptinsel gelegenen Hafen, durch den es den Atlantern gelungen sei, sich den Zugang zum Meer zu erschließen und ihr Reich nach und nach immer weiter auszudehnen.
Hinsichtlich personaler Symbole nennt Platon einen auf der  Akropolis errichteten Poseidon-Tempel. Ein darin aufgestelltes Kultbild zeigte, so der Autor, diesen Meeresgott als Lenker eines sechsspännigen Streitwagens (Kritias 116d–e). Weiterhin war er der Vater von fünf männlichen Zwillingspaaren, darunter ein Mann namens Atlas, dem der Gott die Macht über das Inselreich übertrug (Kritias 114a–c).

### Problematik der wissenschaftlich zu klärenden Existenz
Die weit überwiegende Mehrheit der zuständigen Fachwissenschaftler wie Philologen, Philosophen, Archäologen und Historiker hält Platons Atlantis für eine reine Fiktion oder einen Irrtum des Autors, auch stimmen sie oft bereits den metaphysischen Argumenten seiner Philosophie nicht zu. Unter diesen Umständen einen Konsens anzustreben, der die Notwendigkeit eines wissenschaftlichen Forschungsprojekts zur empirischen Ortung dieses mythischen Inselreiches geschlossen bejahen würde, stellt keinen geringen Anspruch dar. Dazu schrieb John V. Luce: „Die Skeptiker haben starke Argumente, trotzdem gab es jedoch immer eine Minderheit von Gelehrten, die bereit waren, die Möglichkeit zuzugeben, dass Platon in seiner Atlantis-Erzählung Material verwendet habe, das nicht völlig ohne historisches Gewicht war.“ In diesen Überlegungen spielen vor allem die minoische Kultur und der Angriff der Seevölker auf Ägypten eine Rolle. Allerdings wird die vielfach vertretene Hypothese einer Gleichsetzung von Atlantis mit Kreta – das Reich des Minos –, des Weiteren auch mit der infolge ihres explodierten Vulkans zerstörten Insel Santorin, durch das von Seiten der Minderheit immer wieder angeführte Argument entkräftet, dass diese Inseln nicht außerhalb der Säulen des Herakles liegen – im Ozean des Atlas –, sondern im Mittelmeer.

### Kriterien bisheriger Atlantiskonferenzen
Griechische Wissenschaftler initiieren seit 2005 internationale Konferenzen zur Atlantis-Thematik. Am Ende der ersten Konferenz im Juli 2005 auf der griechischen Insel Milos stellte ein Teil der Konferenzteilnehmer durch Zuruf eine Liste von Kriterien auf, die ein möglicher Atlantis-Fundort erfüllen müsse, um als real-historisches „Atlantis“ bezeichnet werden zu dürfen. Diese Liste wurde von Antonis Kontaratos in einem Artikel der Konferenz-Proceedings zusammengefasst, erweitert und schließlich dahin gehend relativiert, dass sie der Forschung allenfalls als Orientierungshilfe dienen könne. Weder sei es möglich, jeden der von Platon genannten Hinweise wissenschaftlich eindeutig zu interpretieren, noch bestehe Aussicht, die bautechnischen unter ihnen (u. a. die Strukturen der konzentrischen Ringwälle und -gräben) ohne weiteres entdecken zu können, da es unwahrscheinlich sei, dass sie jene massiven geologischen Veränderungen, die der mythische Untergang von Atlantis im Meer suggeriert, unbeschadet überstanden hätten.
Ob dieses Szenario wortwörtlich als geologische Katastrophe zu verstehen sei, oder eben im Sinne eines nur die Kultur der Atlanter anbetreffenden Unterganges, blieb indes ebenso umstritten, wie viele weitere der Merkmale, die auf o. g. Liste zusammengefasst wurden. Diese Schwierigkeiten mögen dazu beigetragen haben, dass die meisten der bislang publizierten Hypothesen etliche der von Platon gegebenen Hinweise entweder ganz außen vor ließen, oder in den Argumentationsketten der Autoren des Sinnes uminterpretiert wurden, dass der Eindruck entsteht, als bestünde eine Übereinstimmung mit markanten Einzelheiten der jeweils untersuchten Lokalitäten. Hierbei wird gelegentlich auch das Leistungsvermögen der damaligen Schiffsbautechnik (eher für Fahrten nahe den Küsten ausgelegt) überschätzt, oder blieben umgekehrt Annahmen unberücksichtigt, die das diesbezüglich Plausible mit anderen Erkenntnissen kombinieren.
Eine zweite Konferenz zur Klärung des damaligen Kenntnis- sowie Standes der Diskussion fand im November 2008 in Athen statt. Die dritte im Juni 2011 auf der Insel Santorin. Die Mehrzahl der Teilnehmer der Atlantiskonferenzen sind Privatforscher oder fachfremde Wissenschaftler, jedoch nahmen auch ausgewiesene Spezialisten und Atlantisskeptiker wie z. B. der Historiker und Archäologe Christos Doumas teil.
Unabhängig von diesen Zusammenkünften gibt es universitäre Anstrengungen, die Konstruktion und Dekonstruktion des hier behandelten Mythos zu vermitteln, u. a. indem die Vereinnahmung der west-europäischen Megalithkulturen als „germanisches Atlantis“ durch die NS-Ideologie aufgearbeitet wird. Eine solche Gleichsetzung der Atlanter mit Germanen vertrat beispielsweise Jürgen Spanuth bis in neuerer Zeit.

### Ortsübergreifende Untersuchungen
Neben einer Vielzahl von Publikationen, die Atlantis versuchsweise in der geografischen Begebenheit des Planeten lokalisieren, gibt es Untersuchungen, die die Frage nach der historischen örtlichen Existenz von Atlantis generell aufgreifen, ohne eine bestimmte Lokalisierung ins Auge zu fassen. Sie versuchen zu begründen, warum Atlantis eine reale Zivilisation gewesen sein könnte und formulieren Argumente zugunsten einer Entkräftung der These, der platonische Mythos sei rein fiktiv. Sie definieren Kriterien für die Suche nach Atlantis und engen dadurch die Möglichkeiten für die Lokalisierung von Atlantis in Zeit und Raum ein. Und sie verschaffen einen Überblick über die Vielzahl der Lokalisierungsthesen, auch in Hinblick auf die dahinter stehenden Motivationen der verschiedenen Autoren, einschließlich derer von Platon selbst sowie der von ihm seinerseits genannten Quellen.
Mit Atlantis – Geschichte eines Traums hat Pierre Vidal-Naquet nicht nur ein Hauptwerk der Atlantisskepsis, sondern auch eine ausführliche Untersuchung darüber vorgelegt, welche geschichtlichen Situationen und Entwicklungen zu welchen Lokalisierungen von Atlantis geführt haben. In dem vielbeachteten Sammelband Atlantis – Mythos oder Wirklichkeit? hat Edwin S. Ramage Beiträge von Wissenschaftlern verschiedener Fachrichtungen zusammengestellt, die der Existenzfrage sehr grundsätzlich und ohne eine nähere Lokalisierungsabsicht nachgehen. Während die meisten zu dem Schluss kommen, dass Atlantis eine Erfindung ist, sieht John V. Luce die Möglichkeit für historische Gehalte.
In Atlantis in the Light of Modern Research untersucht Zdenek Kukal die Geologie des gesamten Globus, ob sich Spuren des untergegangenen Atlantis finden lassen. In Mit Herodot auf den Spuren von Atlantis geht Thorwald C. Franke der Frage nach, ob Atlantis nicht doch ein realer Ort gewesen sein könnte, indem das Geschichtswerk des Herodot konsequent als historischer Kontext von Platons Atlantiserzählung erschlossen wird.
In dem populärwissenschaftlichen Buch Versunkene Kontinente – Von Atlantis, Lemuria und anderen untergegangenen Zivilisationen des Science-Fiction-Autors Lyon Sprague de Camp wird Atlantis im Kontext zahlreicher anderer Mythen und Legenden als Erfindung interpretiert. Neben Buchpublikationen gibt es inzwischen auch etablierte Internetportale, die sich der Erarbeitung von Wissen über Platons Atlantis unabhängig von einer bestimmten Lokalisierung verschrieben haben. Dazu zählt z. B. www.Atlantisforschung.de. Aus dem englischsprachigen Raum ist www.Atlantipedia.ie zu nennen.

## Lokalisierung in Südosteuropa und Kleinasien

### Hypothesengruppe minoische Kultur

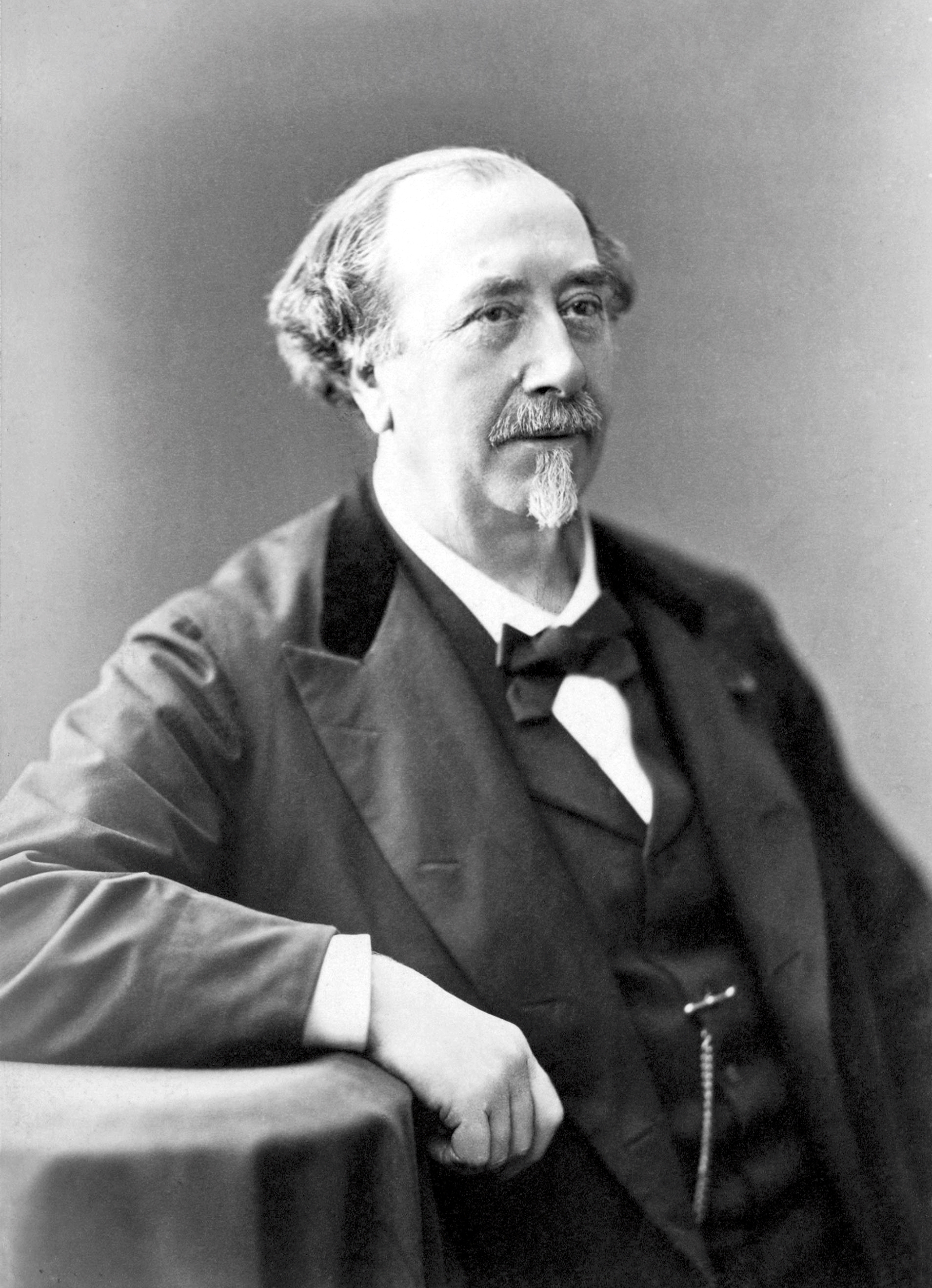
Louis Guillaume Figuier, „Pionier“ der kretominoischen Atlantis-Hypothesen

Die Geschichte der kretominoischen Atlantis-Lokalisierungen lässt sich zurückverfolgen bis ins Jahr 1872. Damals schlug der französische Mediziner und Journalist Louis Guillaume Figuier als erster bekannter Autor einen Zusammenhang zwischen dem spätbronzezeitlichen Ausbruch des mediterranen Inselvulkans Thera, heute als Minoische Eruption bezeichnet, und den in Platons Atlantisbericht geschilderten Ereignissen sowie Örtlichkeiten vor. Einige Jahre später griff sein Landsmann, der Archäologe Auguste Nicaise, unter dem Eindruck der verheerenden Eruption des Krakatau von 1883 Figuiers Idee wieder auf und baute sie aus.
Nachdem der britische Archäologe Arthur Evans zu Beginn des 20. Jahrhunderts die minoischen Ruinen auf Kreta ausgegraben und die vormalige Existenz dieser bis dahin sagenhaften Kultur bewiesen hatte, wurden von zwei anderen Briten, Kingdon Tregosse Frost (1909) und James Baikie (1910) die ersten komplexen Theorien aufgestellt, die das minoische Kreta als das von Platon beschriebene Atlantis identifizierten. 1915 sprach sich auch der britische Bankier und Altphilologe Walter Leaf für Kreta als wahrscheinlichste ‚Atlantis-Kandidatin‘ aus, und 1917 unterstützte der US-amerikanische Forschungsreisende Edwin Swift Balch ebenfalls diese Idee. Weitere Verfechter der kretominoischen Atlantis-Hypothese in der ersten Hälfte des 20. Jahrhunderts waren Ralph van Deman Magoffin, ein Professor für Klassische Archäologie an der Johns Hopkins University in Baltimore, Maryland, sowie Georges Poisson, ein französischer Professor für Ethnologie und Präsident der Société préhistorique française. Poisson war ein früher Vertreter ‚synthetischer‘ Auslegungen des Atlantisberichts, bei denen angenommen wird, dass darin Elemente aus zum Teil chronologisch weit auseinanderliegenden Epochen miteinander verschmolzen sind. So identifizierte er die ältesten, urtümlichen Atlanter mit den Menschen von Cro-Magnon, die vor etwa 25.000 bis 15.000 Jahren lebten. Die von Platon beschriebene Hochkultur ordnete er dagegen als bronzezeitlich ein und war überzeugt davon, dass es sich bei ihr um das minoische Kreta gehandelt haben müsse.
Ein weitaus weniger spektakuläres ‚synthetisches‘ Modell vertrat der österreichische Sprachwissenschaftler und Historiker Wilhelm Brandenstein. Dieser interpretierte in seinem 1951 veröffentlichten Buch Atlantis – Größe und Untergang eines geheimnisvollen Inselreiches die Atlantis-Erzählung wissenschaftlich als eine im Kern auf historische Begebenheiten zurückgehende Sage, die sowohl auf Elemente aus der Ära kretominoischer Kultur als auch auf Ereignisse im Zusammenhang mit dem Sturm der Seevölker auf Ägypten zur Zeit Ramses III. zurückgreift. Dabei grenzte Brandenstein die literarische Form der Sage deutlich vom Mythos und der mythischen Allegorie ab. Zu dem Schluss, dass es sich, wenigstens zum Teil, um eine historische Überlieferung handeln müsse, kam er auch auf Grund der Prüfung der Funktionalität des Berichtes für die von Platon dargestellten staatspolitischen Thesen und über Platon als Autor selbst.
Als der griechische Archäologe Spyridon Marinatos 1967 die verschütteten Überreste der kykladischen Siedlung Akrotiri mit starken minoischen Bezügen auf der Insel Santorin (Thera) freilegte, bekam die Atlantis-Kreta-Theorie einen neuen Aufschwung und Marinatos avancierte zu ihrer international bekannten Leitfigur. Nach seinem Unfalltod im Oktober 1974 (Marinatos wurde bei einer Ausgrabung von einer einstürzenden Mauer erschlagen) übernahm der Athener Seismologe Angelos Galanopoulos diese Position und verfocht zunächst sehr erfolgreich die Meinung, der Vulkanausbruch auf Thera habe um 1500 v. Chr. eine Flutwelle ausgelöst, welche die minoischen Zentren auf Kreta vernichtete. Publizistische Schützenhilfe erhielt er dabei vor allem von James Watt Mavor Jr., dessen Atlantisbuch als Bestseller sehr zur enormen Popularität von ‚Thera-Atlantis‘ in den frühen 1970er Jahren beitrug, sowie von John V. Luce.

Satellitenaufnahme der Vulkaninsel Santorin – nach Angelos Galanopoulos u. a. Platons Atlantis

Spätere Forschungsergebnisse zeigten allerdings, dass der Untergang der minoischen Kultur erst geraume Zeit nach dem massiven Thera-Ausbruch erfolgte: Auf Kreta gab es zum Beispiel auch spätere Keramikstufen, die in Akrotiri nicht mehr vorkamen. Relativchronologisch trennen den Ausbruch und die Zerstörung der Paläste ungefähr 50 Jahre. Neuere dendrochronologischen Untersuchungen, die den Ausbruch in das Jahr 1613 v. Chr. ±10 Jahre datieren, ändern an der relativchronologischen Abfolge nichts, muss doch – sofern man dieses Datum zugrunde legt – auch der Untergang der Kultur auf Kreta dementsprechend (etwa auf 1550/20 v. Chr.) rückdatiert werden. Die wichtige Parallele zwischen Atlantis und Santorin/Kreta ist in jedem Fall fragwürdig, da das Dahinschwinden der minoischen Kultur auf jeden Fall ungefähr zwei Generationen nach dem Vulkanausbruch vonstattenging.
Zum Niedergang der kretominoischen Atlantis-Hypothesen in der öffentlichen Wahrnehmung mag auch die gescheiterte Langzeit-Exkursion des französischen Meeresforschers Jacques-Yves Cousteau in den Gewässern vor Santorin beigetragen haben. In offiziellem Auftrag der griechischen Behörden führte der prominente Ozeanograph dort mit seinem Schiff Calypso eine im November 1975 angekündigte Suche nach Überresten von Atlantis durch; ein Projekt, das von der Staatskasse Griechenlands mit umgerechnet 1,8 Millionen Dollar subventioniert wurde – und völlig erfolglos verlief. Auf einer Pressekonferenz im November 1976 ließ Cousteau dann die Öffentlichkeit wissen, bei der Saga von Atlantis handele es sich seiner Meinung nach nur um ein von Platon geschaffenes „Märchen“. Das legendäre Inselreich habe es nie gegeben. Ungeachtet seines Exkursions-Desasters fand das ‚kretominoische Atlantis‘ aber auch weiterhin Freunde und Anhänger. So veröffentlichte beispielsweise der US-amerikanische Autor Charles R. Pellegrino im Jahr 1993 ein Buch mit dem Titel Unearthing Atlantis, in dem er die ‚Atlantominoer‘-These vertritt. Im Frühjahr 2007 erklärte Professor Hendrik J. Bruins von der Ben-Gurion-Universität im Negev, Atlantis sei mit Kreta identisch gewesen, und er bekräftigte, die durch den Ausbruch des Thera-Vulkans ausgelöste Flutwelle habe die minoische Kultur zerstört. Dies begründete er mit der Auswertung neuer Keramik-Funde und Häuserreste im Osten der Insel. Schließlich stieß 2011 auch Gavin Menzies zur ‚Minoer-Fraktion‘ der Atlantisforscher, allerdings einmal mehr mit einem höchst eigenwilligen Szenario: In seinem Buch The Lost Empire of Atlantis präsentiert er das Minoer-Reich als riesiges Seefahrer-Imperium, das sich über den gesamten Mittelmeer-Raum erstreckte und sogar Amerika entdeckte, wo es in den präkolumbischen Kupferabbau in Michigan involviert gewesen sein soll.

### Troja-Hypothese von Eberhard Zangger

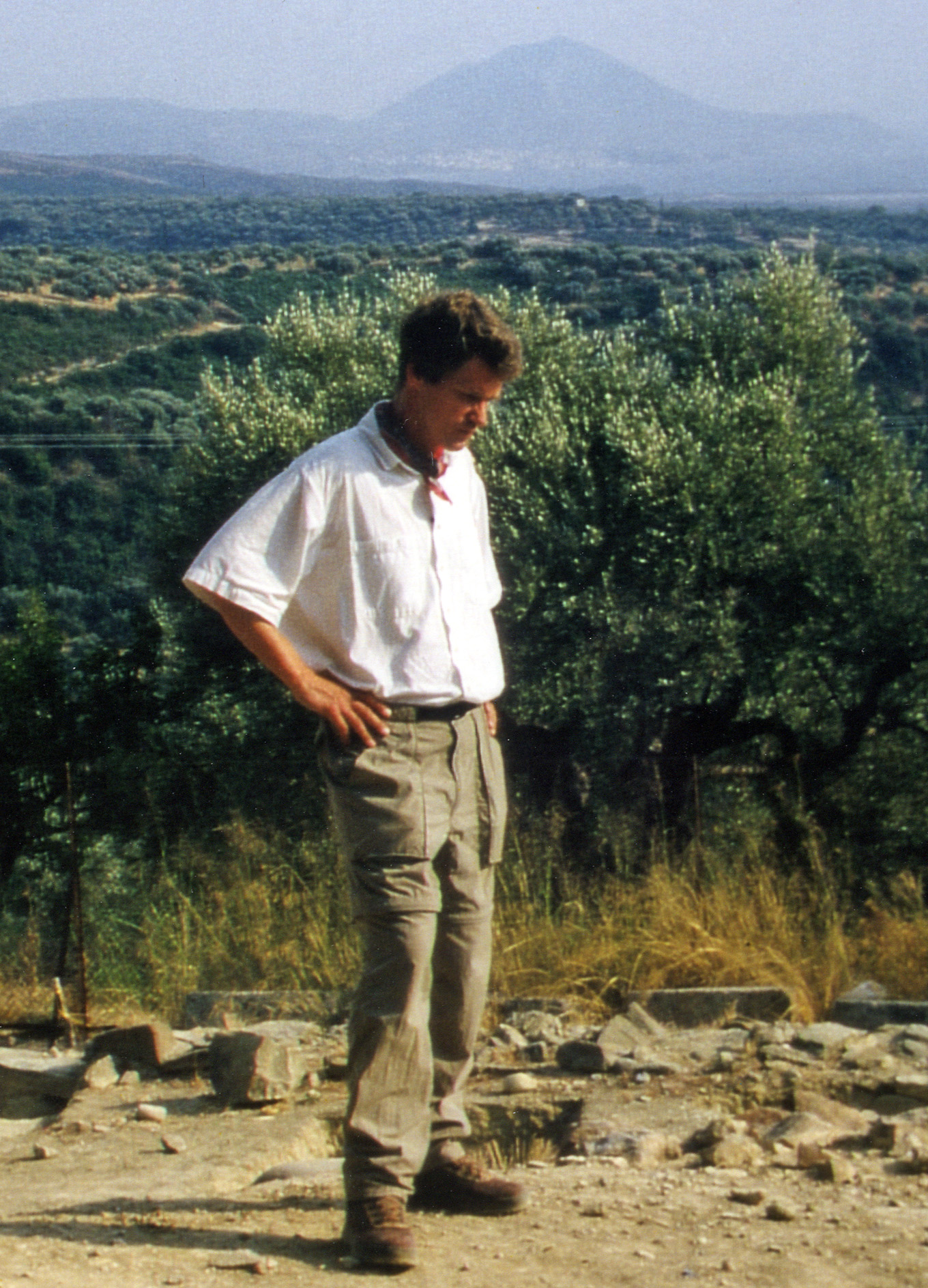
Der Geoarchäologe Eberhard Zangger bei Ausgrabungen in Pylos, Griechenland, im Jahr 1998

Die 1992 publizierte Atlantis-Hypothese des Geoarchäologen Eberhard Zangger erregte große öffentliche Aufmerksamkeit und löste in Archäologen- und Historikerkreisen einen zum Teil ‚mit harten Bandagen‘ ausgetragenen Gelehrtenstreit aus. Zangger interpretierte Atlantis als eine verzerrte Beschreibung des bronzezeitlichen Troja. Entsprechend sei der von Platon beschriebene Untergang von Atlantis eine vage Darstellung der Zerstörung Trojas; dies wiederum setzt freilich voraus, dass es diese Zerstörung – wie sie in der Ilias und der Odyssee überliefert ist – wirklich gab. Zangger sieht diese Zerstörung Trojas im Kontext überregionaler politischer Umwälzungen am Ende der Bronzezeit (ca. 1200 v. Chr.). Die Theorie, Kulturen könnten lediglich durch Naturkatastrophen untergehen, werden von ihm kategorisch abgelehnt.

### Kleinasien-Hypothese von Peter James
Neben Eberhard Zangger hat auch der britische Historiker und Archäologe Peter James eine kleinasiatische Atlantis-Lokalisierung präsentiert. Im Jahr 1995 veröffentlichte er ein Buch, in dem er Atlantis in der heutigen westtürkischen Provinz Manisa verortete. Im Gegensatz zur überwältigenden Mehrheit der Atlantisforscher, die Platons Angaben über einen ägyptischen Ursprung des Atlantisberichts folgen, verweist James darauf, dass Solon bei seinen Reisen auch das antike Königreich Lydien in Kleinasien besuchte. Am Hof des Königs Krösus habe er auch Kontakt zu Äsop gehabt, dem berühmten Autor klassischer Fabeln. James geht davon aus, dass der Mythos von Atlas, auf den Solon und Platon sich bezogen, den Hellenen in seiner ursprünglichen Fassung durch die alten Völker Kleinasiens in Form des Tantalus-Mythos überliefert worden sei. Dieser vermutlich auf prähistorischen Ereignissen in der westlichen Türkei basierende Mythos weise starke inhaltliche Parallelen zum sagenhaften Schicksal des Titanensprosses und Königs von Atlantis auf. Unterstützung für sein alternatives Atlantis-Modell erhielt James von dem in Ägypten geborenen Archäologen Nikos Kokkinos, mit dem zusammen er 1989 eine Forschungsreise nach Manisa unternahm, sowie in der Folge unter anderem von Elif Tul Tulunay, einer Klassischen Archäologin der Universität Istanbul.

### Hypothesengruppe Balkan
In dieser Hypothesengruppe werden weitere südosteuropäische Atlantis-Lokalisierungen unter dem nicht exakt festgeschriebenen Begriff ‚Balkan‘ zusammengefasst, der ihrem geografischen Bezugsraum zumindest einigermaßen gerecht wird.
Zu den frühen Vertretern einer solchen Lokalisierungs-Hypothese zählt Nicolae Densusianu (1846–1911). Der in Transsylvanien (damals Bestandteil des Kaiserreiches Österreich-Ungarn) geborene Ethnologe und Volkskundler war ein glühender rumänischer Nationalist. Vehement verfocht er die Vorstellung, dass das Gebiet der römischen Provinz Dakien vormals Zentrum eines großräumigen pelasgischen Reiches gewesen sei und in seinem, posthum veröffentlichten, Hauptwerk Das prähistorische Dakien vermutete er zudem, dass dort auch Atlantis gelegen habe.
Im Jahr 2008 stellte der im Gebiet des heutigen Bosnien-Herzegowina geborene und in Slowenien lebende Informatiker Fatih Hodžić auf der zweiten Internationalen Atlantiskonferenz in Athen seine Hypothese einer Atlanter-Metropolis im Adriatischen Meer vor. Hodžić, der die ‚Säulen des Herakles‘ mit der Straße von Otranto identifiziert und Platons Zeitangaben anscheinend nicht infrage stellt, skizziert ein weit prähistorisches Reich von Atlantis, das insgesamt nicht nur die Balkan-Halbinsel, sondern auch die Apenninhalbinsel, bis hinauf nach Tyrrhenien (für ihn die heutige Toskana), umfasste und sich im Süden bis nach Malta und Kreta erstreckte. Den Untergang des Kernlandes von Atlantis führt er auf den Einschlag eines Asteroiden oder dessen Fragmenten zurück, der unter anderem zu gravierenden topografischen Veränderungen im adriatischen Raum führte.
Auch Albanien ist in jüngerer Zeit wiederholt als vormaliger Standort der Metropolis von Atlantis ins Gespräch gebracht worden. Die wohl interessanteste Version dieser, auch unter Atlantisforschern weitgehend konsensual als spekulativ betrachteten Hypothese liefert eine weitere adriatische Atlantis-Lokalisierung bei Durrës, westlich der albanischen Hauptstadt Tirana. Dort haben Satellitenbilder ein altes Netzwerk von Kanälen enthüllt, welches Anhänger dieser Hypothese mit der Beschreibung des Kanalsystems auf der großen Ebene von Atlantis in Verbindung bringen.

### Schwarzmeer-Hypothesen

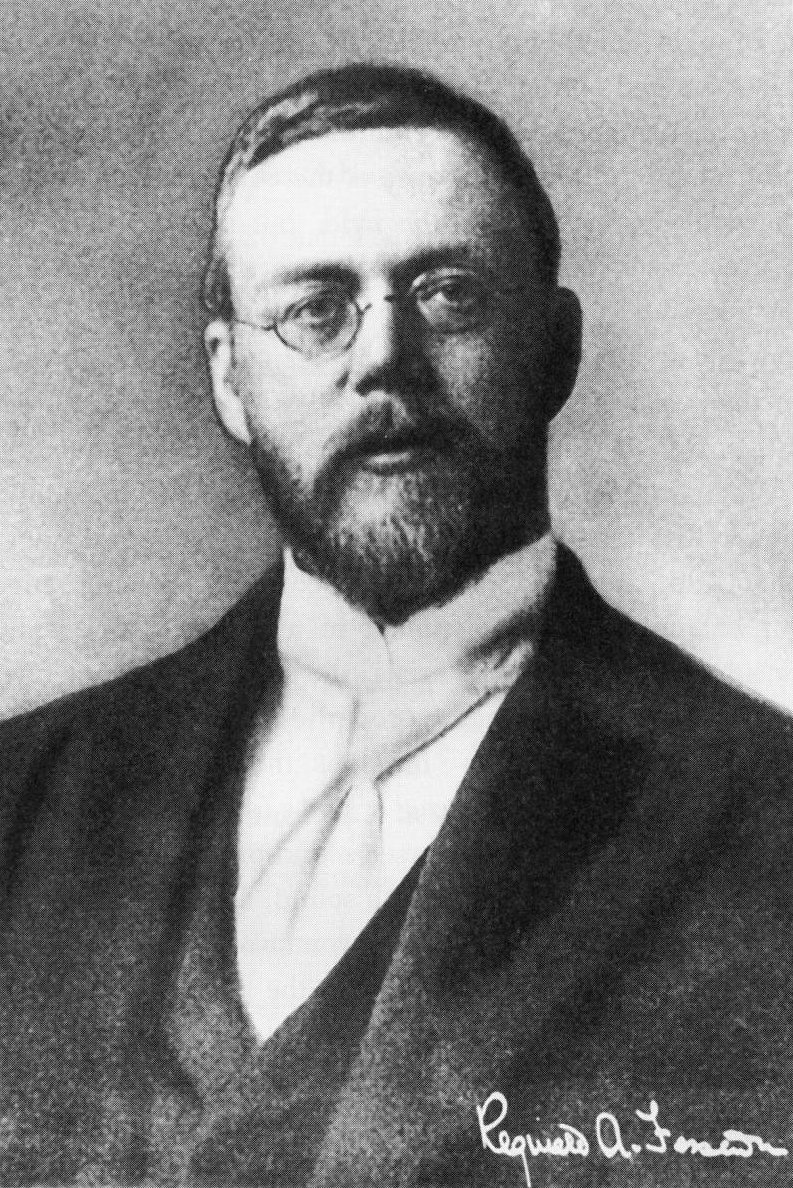
R.A. Fessenden (1866–1932) legte die erste umfassende Arbeit vor, in der das Modell eines kaukasischen Atlantis am Schwarzen Meer präsentiert wurde.

Erste, noch weitgehend spekulative und vage Überlegungen zur Lokalisierung von Atlantis im Bereich des Schwarzen Meeres wurden – unabhängig voneinander – gegen Ende des 19. und zu Beginn des 20. Jahrhunderts von zwei französische Autoren, Moreau de Jonnès, und André de Paniagua angestellt, die seine Lage beide im Seegebiet des heutigen Asowschen Meeres vermuteten. Ab 1923 folgte dann eine erste, von Reginald Aubrey Fessenden vorgelegte Arbeit, in der in Form einer komplexen Studie die Existenz einer vorsintflutlichen Hochkultur des Schwarzmeerraumes postuliert wurde, die der Autor in direkte Verbindung mit Platons Atlantis brachte.
Fessenden war ein Elektro- und Kommunikationstechniker, später Dekan der Elektrotechnischen Fakultät an der Western University of Pennsylvania und Unternehmer. In seiner Studie The Deluged Civilization Of The Caucasus Isthmus stellte er ein Konzept vor, das die Sintflutlegende und Platons Atlantisbericht verband. In fachwissenschaftlichen Kreisen fanden seine Forschungsergebnisse allerdings kaum Interesse. Stattdessen konzentrierte diese sich in den 1920er Jahren mehr und mehr auf die Vorstellung von Atlantis als Platonischer Mythos und diskutierte allenfalls die ‚kretominoischen‘ Hypothesen zu Atlantis. Fessendens Thesen zur Sintflut und die Annahme eines ‚Kaukasus-Atlantis‘ gerieten für einige Jahrzehnte wieder in Vergessenheit.
Das änderte sich, als die beiden US-amerikanischen Geologen William Ryan und Walter Pitman Mitte der 1990er Jahre eine massive Flutung des Schwarzmeerbeckens um 5600 v. Chr. nachweisen konnten. Diese möglicherweise tsunamiartige Überschwemmung der vormaligen Küstengebiete am Schwarzen Meer markierte ihrer Theorie nach den Ursprung der Sintflutmythen im vorderen Orient. Unter anderem auf dieser Theorie aufbauend stellten dann im Jahr 2004 die beiden deutschen Privatforscher Siegfried und Christian Schoppe erneut eine Verbindung zu Platons Atlantis her. Die Atlanter seien demnach Angehörige einer (noch nachzuweisenden) jungsteinzeitlichen Kultur an der früheren nord- und nordwestlichen Küste des Schwarzen Meeres gewesen, deren Überreste beziehungsweise Ableger in der Vinča-Kultur gesehen werden könnten. Zudem sei diese Region identisch mit dem Ursprungsgebiet der Indogermanen. Ähnliche Vorstellungen zu einem ‚Schwarzmeer-Atlantis‘ vertrat zur selben Zeit auch das exzentrische amerikanische Autorenpaar Flying Eagle und Whispering Wind. Etwa zwei Jahre später folgte dann die Veröffentlichung der Studienergebnisse von Werner E. Friedrich, der im Gegensatz zu den zuvor genannten Autoren davon ausgeht, dass die Nachflutung des Schwarzmeer-Beckens bereits gegen Ende der jüngsten Eiszeit, vor etwa 12.000 Jahren, erfolgte. Friedrich, der die bei Platon erwähnten Säulen des Herakles im Marmarameer ausmacht, vermutet die Position der Atlanter-Metropole auf einer vormaligen Ebene, die sich zwischen altertümlichen Ausläufern der Flüsse Donau und Don befunden haben soll. In jüngster Zeit (2012) hat auch der australische Biologe und Biochemiker Michael A. Cahill die Ergebnisse seiner umfassenden Studien zu ‚Atlantis am Schwarzen Meer‘ und den Wurzeln der Kultur vorgestellt, über die er bereits im Jahr zuvor im Rahmen der dritten Internationalen Atlantiskonferenz auf Santorin berichtet hatte.

### Helike-Hypothese

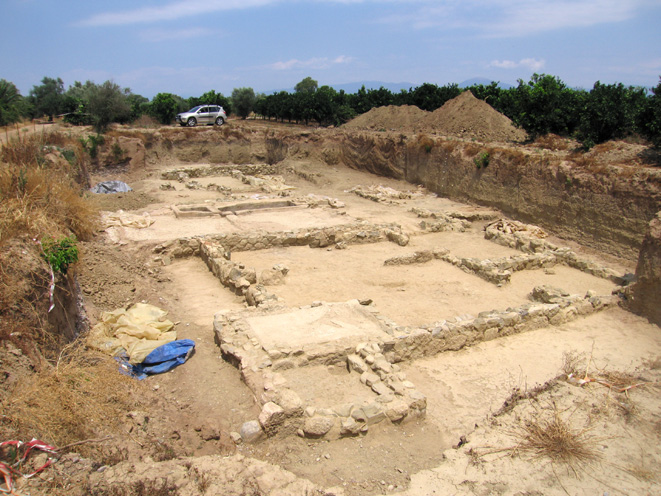
Die archäologische Ausgrabungsstätte einer Färberei im Stadtgebiet von Helike

Bei der so genannten ‚Helike-Hypothese‘ oder ‚-Theorie‘ handelt es sich nicht im eigentlichen Sinne um eine Lokalisierungs-Hypothese zu Atlantis, da ihre Urheber und Verfechter fast durchgängig die Möglichkeit in Abrede stellen oder gestellt haben, Atlantis könne tatsächlich als eine historisch-geographische Entität existiert haben. Vielmehr wurde und wird von ihnen davon ausgegangen, das historisch überlieferte Schicksal der einst vom Meer verschlungenen, hellenischen Stadt Helike, in der Nähe des heutigen Ortes Egio am Golf von Korinth gelegen, habe Platon bei der Erfindung seines Atlantisberichts gewissermaßen inspiriert. So zuerst die Altphilologen Alfred E. Taylor, sowie Perceval Frutiger und später P. Y. Forsythe, A. Giovannini und R. Ellis. Dora Katsonopoulou vom griechischen Helike Project stellte diese Ansicht im Jahr 2005 auch auf der ersten Internationalen Atlantiskonferenz auf der Insel Milos mit einem Referat (Helike and mythical Atlantis. An illuminating comparison) vor.
Das Gebiet von Helike war schon in der frühen Bronzezeit (2600 bis 2300 v. Chr.) besiedelt. Im 4. Jahrhundert v. Chr. war diese Polis führende Stadt im Achaiischen Bund. Schutzgott der Stadt war Poseidon, der Tempel des Poseidon Helikonios war laut Pausanias das „heiligste Heiligtum der Ionier“. Im Winter des Jahres 373 v. Chr. erschütterte ein schweres Erdbeben Helike und ließ sämtliche Gebäude zusammenfallen. Kurz darauf überschwemmte eine riesige Flutwelle die Stadt sowie zehn Kriegsschiffe aus Sparta, die im Hafen vor Anker lagen. Dies war vermutlich eine der schwersten und opferreichsten Naturkatastrophen der Region seit der Minoischen Eruption auf der Vulkaninsel Thera in der späten Bronzezeit. Danach zog sich die Wasserflut nicht zurück, sondern es bildete sich für mehrere Jahrhunderte eine Art Lagune, die dann nach und nach versandete, wobei die Ruinen von Schlammablagerungen bedeckt und bis in unsere Zeit hinein unauffindbar blieben.
Seit 1991 gräbt ein griechisch-amerikanisches Forscherteam unter der Leitung von Steven Soter und Dora Katsonopoulou in der Ebene von Eliki. Man begann mit mehreren Bohrungen und Untersuchungen mit dem Magnetometer, bis man den genauen Ort der versunkenen Stadt gefunden hatte. 2000 und 2001 fand man schließlich die Überreste des 373 v. Chr. untergegangenen Helike. Bis 2003 fand man weitere Spuren von Besiedlung aus älterer Zeit bis ins 3. Jahrtausend v. Chr. Die Ausgrabungen sind bis heute (2021) nicht abgeschlossen.

## Lokalisierung in Südwesteuropa oder Nordafrika

### Hypothesengruppe Iberien

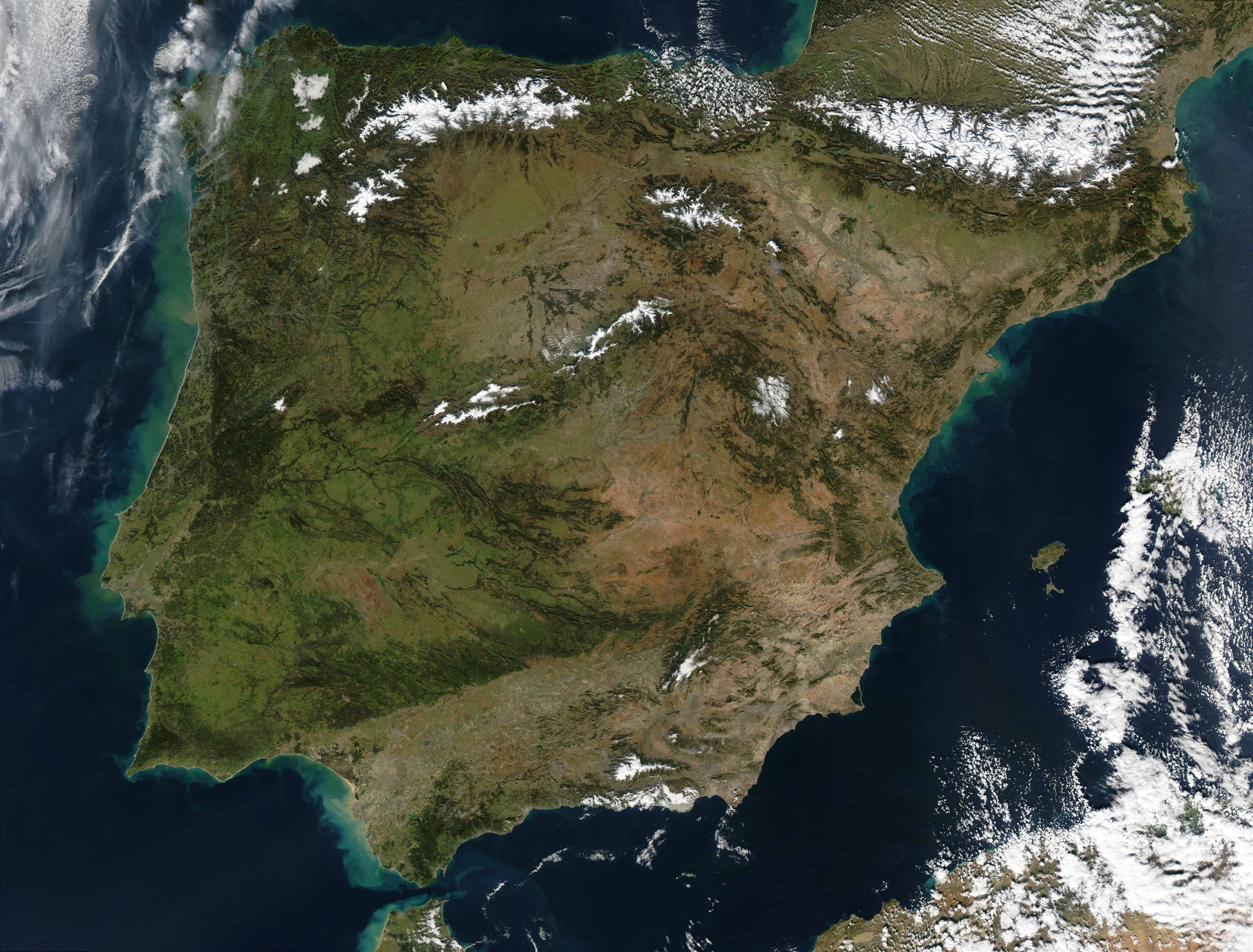
Satellitenbild der Iberischen Halbinsel mit der Meerenge von Gibraltar im Süden, die von den meisten Atlantisforschern mit jenen von Platon (Timaios 24e) erwähnten ‚Säulen des Herakles‘ gleichgesetzt wird

Die Erwähnung der Säulen des Herakles, das heißt – nach vorherrschender Interpretation – der Straße von Gibraltar, aber auch des „Gebiet[s] von Gadeira“ in Platons Atlantisbericht, das zumeist in etwa mit der heutigen spanischen Provinz Cádiz identifiziert wird, führte u. a. zur Entstehung einer ganzen Reihe von Hypothesen, die Atlantis auf der Iberischen Halbinsel lokalisieren. Teilweise verknüpfen die Urheber ihre betreffenden Lokalisierungs-Modelle auch mit den Überlieferungen zur legendären Hafenstadt Tartessos, welche an der iberischen Südküste gelegen haben soll.

#### Südspanien (Andalusien)
Die Annahme eines andalusischen Atlantis wurde ursprünglich bereits 1592 von dem spanischen Autor Juan de Mariana und – ebenfalls im 16. Jahrhundert – von dem niederländischen Mediziner, Linguisten und Humanisten Johannes van Gorp (Goropius Becanus) vertreten. 1673 griff der spanische Historiker, Philologe und Dichter Jose Pellicer de Ossau y Tovar sie auf, der annahm, die Metropolis von Atlantis habe zwischen den Inseln Mayor and Menor gelegen, welche sich etwa in der Mitte der Doñana-Sümpfe im Gebiet des Guadalquivir-Deltas befinden,
Im Jahr 1911 publizierte der spanische Geograph und Historiker Juan Fernández Amador y de los Ríos eine moderne Version der Andalusien-Hypothese. Darin ging er davon aus, dass sich die Hauptstadt von Atlantis einst genau dort befand, wo nun die Salzmarschen der Marismas de Hinojos liegen, etwa 50 km nördlich der Stadt Cádiz. In diesem Großraum suchte wenige Jahre später auch der deutsche Archäologe und Geschichtsforscher Adolf Schulten nach Atlantis. Während seine Berufskollegin Elena Whishaw 1923 die nonkonformistische These verfocht, Südspanien sei bereits in Neolithikum der Kolonisationsraum einer atlantisch-nordafrikanischen Atlantis-Kultur gewesen, war Schulten, der in der ersten Hälfte des 20. Jahrhunderts zu den herausragenden Persönlichkeiten der Archäologie Spaniens avancierte, davon überzeugt, Platon habe mit seinem Atlantisbericht „ein dichterisch verklärtes Bild des reichen und glücklichen Tartessos an der Mündung des Guadalquivir gegeben.“, Mit dieser Annahme, die u. a. bereits kurz zuvor von dem spanischen Autor Antonio Blázquez y Delgado-Aguilera vertreten wurde, stieß Schulten auch in der universitären Fachwelt auf einiges Interesse. Zu seinen vehementesten Unterstützern in der Academia gehörten ab 1925 der Altphilologe Otto Jessen und – für geraume Zeit – der auf präkolumbische Entdeckungsreisen spezialisierte Geograph Richard Hennig, der sich später jedoch offenbar der atlantologischen Helgoland-Hypothese des Jürgen Spanuth zuwandte. Späte publizistische Schützenhilfe erhielt Schulten von dem deutschen Journalisten und Sachbuch-Autor Ivar Lissner, der sich während der 1960er Jahre im Rahmen seiner Veröffentlichungen zur Ur- und Frühgeschichte in Sachen Atlantis weitgehend auf die Popularisierung von Schultens Theorie konzentrierte.
Eigene Wege ging dagegen der deutsche Privatforscher Uwe Topper, der 1977 ein katastrophistisches Atlantis-Szenario veröffentlichte, und die Metropolis der Atlanter exakt dort vermutete, wo sich die Stadt Cádiz befindet. Im Widerspruch zu den fachwissenschaftlichen Erkenntnissen zur rezenten geologischen Entwicklung der iberischen Halbinsel setzte Topper dabei aufgrund der Ergebnisse seiner privaten Feldstudien vor Ort mehrere katastrophische Landhebungen und -senkungen der südspanischen Küstengebiete voraus. In seiner Interpretation des Atlantisberichts folgte Topper damals den entsprechenden Zeitangaben Platons, verwarf diese Vorstellung jedoch später wieder. Das Konzept eines Atlantis in Andalusien wurde 1984 auch durch die Schriftstellerin Katherine Folliot aufgegriffen und fand 1986 sprachwissenschaftliche Unterstützung durch den spanischen Philologen Joaquin Vallvé, der die Auffassung vertrat, die alte arabische Bezeichnung für den Südwesten der Iberischen Halbinsel, Dschazīrat al-Andalus („Insel von al-Andalus“), stelle eine Übersetzung von Insel des Atlantiks oder Insel Atlantis dar.
Eine regelrechte Renaissance erlebt die andalusische Lokalisierungs-Hypothese seit Beginn des 21. Jahrhunderts. 2004 präsentierte Karl Jürgen Hepke, ein Diplomingenieur aus Deutschland, in Buchform seine Lokalisierung eines zweiten Atlantis (ein älteres Atlantis vermutet er im West-Atlantik) an der Mündung des Río Guadalete, wo sich heute die Gemeinde El Puerto de Santa María befindet. Nachdem die Privatforscher Werner Wickboldt (ein Berufsschullehrer) und Rainer Kühne (von Beruf Physiker) im selben Jahr, gestützt auf Satellitenbilder, gemeinsam die Entdeckung ringförmiger, mutmaßlich von Menschenhand geschaffener, Strukturen im Mündungsgebiet des Flusses Guadalquivir gemeldet hatten, suchten 2010 Wissenschaftler des spanischen Obersten Rats für wissenschaftliche Forschung (CSIC) im Sumpfgebiet des heutigen Doñana Nationalparks nördlich der spanischen Stadt Cádiz nach Spuren prähistorischer Ruinen (siehe hierzu auch die Diskussion um Tartessos bzw. Tarschisch (hebräisch תַּרְשִׁישׁ)).

Tartessos möglicherweise Tarschisch (hebräisch תַּרְשִׁישׁ), Lage und Ausbreitung

Im März 2011 machte dort schließlich ein Forscherteam unter der Leitung von Richard Freund von der University of Hartford Spuren einer altertümlichen Stadt aus. Nach seiner Überzeugung stellen sie Reste des legendären Atlantis dar. Freund zufolge sind die ringförmig angelegten Stadtgrundrisse, die das Team gefunden hat, ein wichtiger Hinweis auf das antike Atlantis, welches laut seiner Theorie von einem riesigen Tsunami zerstört wurde. Der Archäologe Georgeos Díaz-Montexano, der die vormalige Existenz eines iberisch-nordafrikanischen Atlanter-Reiches postuliert, vermutet die Metropolis von Atlantis in der Nähe von Freunds Grabungsstätte. Im Seegebiet vor der iberischen Südwestküste zwischen Albufeira und Fago lokalisierte dagegen 2010 Walter Schilling, ein weiterer Autor aus Deutschland, die Inselmetropole von Atlantis. Schilling, ein studierter Historiker und Politikwissenschaftler, identifiziert die europäischen Megalithkulturen mit dem Atlanterreich, dessen insulare Metropole seiner Ansicht nach um etwa 2700 v. Chr. untergegangen sein soll. Als Auslöser für die von ihm vermutete Atlantis-Katastrophe schlägt er den Impakt eines Kometenfragments im Atlantik vor. Auf geologische Indizien oder Evidenzen kann er jedoch augenscheinlich nicht verweisen, sondern ruft zu entsprechenden Forschungen auf.

#### Nordspanien (Asturien/Kantabrien)
Abweichend von den zuvor erwähnten südiberischen Lokalisierungs-Modellen legte der spanische Philologe und Prähistoriker Jorge Maria Ribero-Meneses Ende der 1980er Jahre die Hypothese vor, Atlantis habe vor der Nordküste Spaniens gelegen. Nach Ribero-Meneses soll es sich auf dem jetzigen Unterwasser-Plateau und -Naturschutzgebiet namens Le Danois Bank befunden haben, das etwa 60 Kilometer vor der heutigen Küste Asturiens in einer Tiefe von ca. 425 Meter unter der Meeresoberfläche liegt. Ribero-Meneses hypothesierte, dass es sich bei dieser Erhebung um einen Teil des Kontinental-Strandes handele, der vor mindestens 12.000 Jahren infolge tektonischer Prozesse, die sich gegen Ende der jüngsten Eiszeit ereigneten, weggebrochen und abgesunken sei. Dabei soll, laut Ribero-Meneses, ein mehrere hundert Meter hoher Megatsunami ausgelöst worden sein, der sich weiträumig katastrophal auswirkte, und dessen Nachwirkungen eine kulturelle Regression der wenigen Überlebenden verursachte. Jüngere und umfassende Studien zur Erdgeschichte des Gebietes der Le Danois Bank entziehen der Hypothese von Ribero-Meneses jedoch ihre geologische Basis: Wie aufgrund ihrer Ergebnisse deutlich wird, ist der betreffende, küstennahe Bereich offenbar bereits vor Millionen von Jahren im Golf von Biskaya versunken,

#### Portugal
Der baskische Wissenschaftler (Independent Researcher) Luis Aldamiz stellte 2006 seine Hypothese vor, in welcher er die chalkolithische Kultur von Vila Nova de São Pedro mit Atlantis in Verbindung bringt. Diese von Archäologen auch kurz VNSP genannte Kultur, ihr Siedlungsraum und ihre Entwicklung weise, so Aldamiz, in wesentlichen Punkten deutliche Übereinstimmungen mit den platonischen Angaben im Atlantisbericht auf. Als Hauptstadt von Atlantis identifiziert Aldamiz die einst stark befestigte, prähistorische Siedlung Zambujal in der Nähe von Torres Vedras, die im Kerngebiet der frühen Metallurgie der Iberischen Halbinsel liegt. Was die Zerstörung von Atlantis betrifft, so meint er, sei sie durch ein, dem Erdbeben von Lissabon im Jahr 1755 vergleichbares, tektonisches Ereignis verursacht worden.

### Zentralmediterrane Hypothesen

#### Sardinien

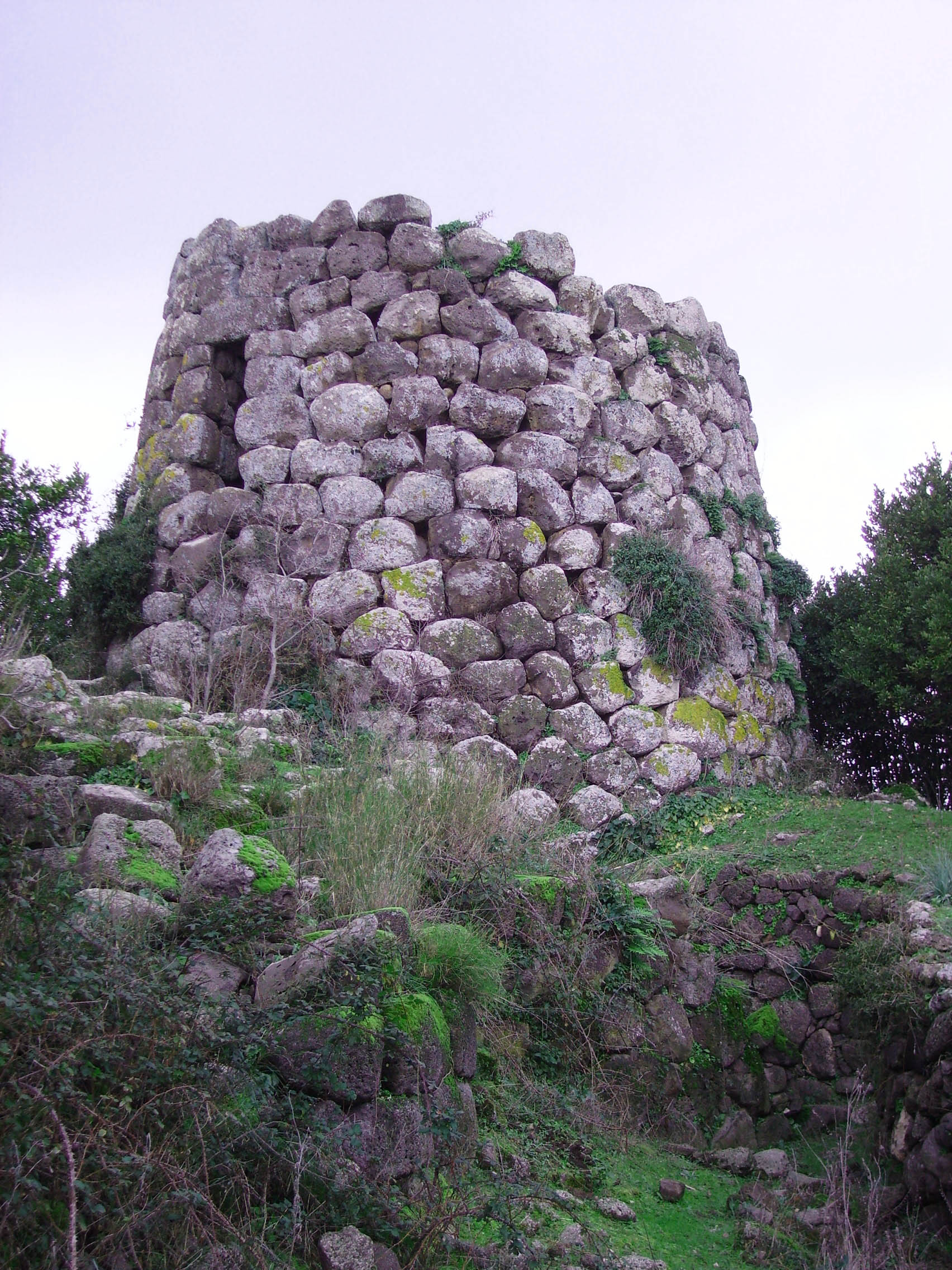
Eine Nuraghe auf Sardinien – die rätselhafte Kultur ihrer Erbauer wird von manchen Atlantisforschern mit Platons Atlantern gleichgesetzt

Die bei den antiken Griechen unter dem Namen Hyknusa bekannte Insel Sardinien weist zahlreiche Relikte vorgeschichtlicher Kulturen auf, die dort lange vor Etruskern, Phöniziern, Hellenen und Römern ihre Spuren hinterlassen haben. So vor allem mehrere tausend turmartige, megalithische Rundbauten, die Nuraghen genannt werden, die zumeist noch aus der Bronzezeit stammen und deren Funktion bis heute in der Forschung strittig ist.
Sardiniens erste gesicherte Erwähnung in atlantologischem Kontext stammt von dem französischen Polygraphen Jean-Baptiste-Claude Delisle de Sales, der die Insel im frühen 19. Jahrhundert als Überrest von Atlantis identifizierte. Im 20. Jahrhundert präsentierte der Italiener Paolo Valente Poddighe erstmals 1982 seine Hypothese eines ‚sardischen Atlantis‘, die auf der Annahme basiert, bei Platons „Herkulischen Säulen“ habe es sich in Wirklichkeit um die zwischen Sardinien und Korsika befindliche Straße von Bonifacio gehandelt. Etwa 20 Jahre später schlug der US-amerikanische Autor Robert Paul Ishoy, ein graduierter Historiker und Sozialwissenschaftler, auf seinen Webseiten Sardinien erneut als historisches Atlantis vor. Ishoys Hypothese besagt, bei Atlantis habe es sich um einen mächtigen bronzezeitlichen Staat gehandelt, dessen Zentrum Sardinien gewesen sei, und der weite Teile des westlichen Mittelmeerraumes kontrolliert habe. Seine Blütezeit habe dieses Staatswesen zwischen 2000 und 1400 v. Chr. erlebt. Ishoy geht zudem davon aus, dass die Atlanter sowohl mit den Keftiu der altägyptischen Überlieferungen als auch mit eben jener rätselhaften Kultur identisch seien, welche auf Sardinien die Nuraghen erbaute. Er vermutet, dass diese sardischen Atlantier bestrebt waren, die Völker des östlichen Mittelmeergebietes, wie Minoer, Athener und Ägypter zu unterwerfen, bevor ihr Reich aufgrund von Naturkatastrophen – Erdbeben und Überflutungen – vernichtet wurde.
Weltweit bekannt gemacht wurde die sardische Atlantis-Hypothese im Jahr 2002 durch den italienischen Journalisten und Schriftsteller Sergio Frau, Mitbegründer und langjähriger Redakteur der Tageszeitung La Repubblica. Während die Veröffentlichung seines Buches Le Colonne d’Ercole: Un’inchiesta, das „mit erheblichem Getöse“, wie Pierre Vidal-Naquet bemerkte, auf den Büchermarkt kam (2008 auch in einer deutschsprachigen Fassung), bei Literaturkritikern, der sardischen Tourismusbranche und offenbar auch der UNESCO freundliche bis überschwängliche Reaktionen auslöste, fiel das Echo im Lager der Atlantisforscher eher verhalten oder sogar entrüstet aus. Letzteres galt vor allem für solche Forscher, die schon zuvor ganz ähnliche oder auch identische Aussagen zu Sardinien, Atlantis und den Säulen des Herakles gemacht hatten, wie man sie nun allgemein Sergio Frau zuschrieb. Zumindest Paolo Valente Poddighe erhob denn auch unverblümt den Vorwurf des Plagiats gegen den Journalisten.
Die derzeit jüngste größere Publikation in Sachen Sardinien und Atlantis erfolgte im Jahr 2009, als Giuseppe Mura ein fast 600 Seiten umfassendes Werk vorstellte, in dem er die ‚Säulen des Herakles‘ dem Golf von Cagliari zuordnet. Von dort aus soll vormals ein Kanal zur Campidano-Ebene geführt haben, in der Mura die im Kritias (113c) erwähnte, große und fruchtbare Ebene von Atlantis wiedererkennt.

#### Untergetauchter sardisch-korsischer Kontinentalblock
Im Jahr 2021 vermutete der sardische Schriftsteller und Forscher Luigi Usai, dass die mythische Insel Atlantis nichts anderes als der sardisch-korsische Block und die dazugehörige Kontinentalplatte gewesen sei, die während der verschiedenen „Pulsationen des Schmelzwassers“ untergetaucht sei. Die Atlantis-Ebene sei daher an den heutigen Küsten Sardiniens und Korsikas weitgehend untergetaucht. Im Zentrum der Atlantis-Ebene und der heutigen Campidano-Ebene habe sich die Hauptstadt von Atlantis, auch bekannt als Atlantis, befunden, die von einem Hügel in der Nähe des kleinen Dorfes de Santadi aus begonnen und konzentrische Kreise aus Land und Meer gebildet habe. Es sei immer noch zu sehen, wie sich von Santadi aus der gesamte Stadtplan in konzentrischen Kreisen entwickele. Es gibt auch eine große Toponymie, die mit dem Mythos von Atlantis verbunden ist. Wie Usai betont, gebe es neben Santadi viele Orte, deren Namen an die heißen und kalten Quellen erinnerten, die Poseidon geschaffen habe, der laut Usai ein einfacher Mann gewesen sei, wahrscheinlich ein König und kein Gott. Tatsächlich gibt es auch heute noch Bruchteile von Dörfern namens „Acquacadda“ (heißes Wasser), S'acqua callenti de basciu (heißes Wasser unten) und S'Acqua Callenti de Susu (heißes Wasser oben). In der nahe gelegenen Stadt Siliqua, die sich ebenfalls in der Provinz Cagliari befindet, existiert noch das „Castello d'Acquafredda“ von Siliqua. Usai berichtet außerdem, dass Poseidons Dreizacke gefunden worden seien, eingraviert in neolithische und paläolithische Felsen, die in der Nähe der Stadt Laconi auf Sardinien gefunden wurden.

#### Sizilien
Sizilien, die größte Mittelmeerinsel, wurde in ihrer derzeitigen, durch den rezenten Pegelstand der Meere bedingten, Gestalt vorwiegend von solchen Atlantis-Autoren besprochen, welche Platons versunkenes Inselreich für eine Fiktion halten und nach möglichen Inspirationsquellen des athenischen Philosophen suchen, der sich zeitweilig auch in Syrakus aufhielt. So etwa Gunnar Rudberg, Phyllis Young Forsyth und Rodney Castleden.
Sizilien in seiner heutigen Form direkt mit einem realen Atlantis zu identifizieren, wurde erstmals 2008 auf der Atlantiskonferenz in Athen von dem deutschen Privatforscher Thorwald C. Franke vorgeschlagen. Hintergründe seiner These sind die Verwicklung italischer Völker in die Seevölker-Bewegung um 1200 v. Chr., die Ableitung des Namens ‚Atlas‘ über das Mittelägyptische vom italischen ‚Italos‘, und gewisse Ähnlichkeiten zwischen der sizilischen Kultur der späten Bronzezeit mit Details aus Platons Atlantiserzählung. Die ‚Säulen des Herakles‘ lokalisiert Franke an der Straße von Messina, zwischen Sizilien und Kalabrien auf dem italienischen Festland, eine Passage, die in historischer Zeit alle Seefahrer durchqueren mussten, welche den nördlichen Mittelmeerraum küstennah bereisten.
Die Mehrzahl der Lokalisierungshypothesen zu Atlantis rund um Sizilien geht jedoch viel weiter in die Vergangenheit zurück und geht von einem gegenüber heute weitaus niedrigeren Meeresspiegel aus. Unter dieser – wissenschaftlich fundierten – Voraussetzung ist von der vormaligen Existenz eines enormen ‚Großsizilien‘ auszugehen, das auch den Bereich des heutigen maltesischen Archipels mit einschloss. Ein solches Modell präsentierte z. B. im Jahr 2000 der inzwischen emeritierte deutsche Physikprofessor Axel Hausmann. Diese urtümliche sizilianische Großinsel soll, so Hausmann, um 3500 v. Chr. das Zentrum einer Megalithiker-Kultur gewesen sein, die den Alten Ägyptern noch in der Antike bekannt gewesen sei, sodass Platon sie in seinem Atlantisbericht verewigen konnte. Wie auch andere Vertreter zentralmediterraner Atlantis-Lokalisierungen nimmt er an, bei den Säulen des Herakles habe es sich um eine vormalige Meerenge der Straße von Sizilien zwischen dieser Insel und der afrikanischen Küste des heutigen Staates Tunesien gehandelt. Als Ursache für den Untergang der alten sizilianischen Großinsel ‚Atlantis‘ Mitte des 4. Jahrtausends vor der Zeitenwende hypothetisiert Hausmann eine rezente Flutung des Mittelmeerbeckens vom Atlantik her, die nach dem Bruch eines natürlichen Dammes bei Gibraltar erfolgt sein soll. Dies allerdings steht in deutlichem Widerspruch zum derzeitigen fachwissenschaftlichen Erkenntnisstand.
Massimo Rapisarda, ein italienischer Privatforscher, der ebenfalls ein ‚großsizilianisches‘ Atlantis-Modell vertritt, vermutet, dass sich die im Atlantisbericht geschilderten Ereignisse bereits am Ende der jüngsten Eiszeit ereignet haben. Während er somit die von Platon genannten Zeitangaben für Atlantis akzeptiert, steht er dessen Detailangaben ansonsten eher skeptisch gegenüber und betrachtet den Text keineswegs als Historie. Die Position der Metropole von Atlantis vermutet Rapisarda, der wie Hausmann zu den Kontributoren der Internationalen Atlantiskonferenz von 2008 gehört, in der Umgebung der uralten Hafenstadt Marsala an der Westküste Siziliens.

#### Malta

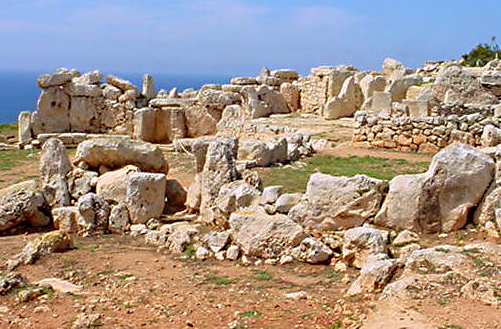
Ruinen der großen Tempelanlage von Mnajdra auf der Insel Malta – einer weiteren ‚Kandidatin‘ für ein historisches Atlantis

Als Mitte des 19. Jahrhunderts auf den Inseln Maltas mit den Ausgrabungen der dortigen megalithischen Relikte begonnen wurde, erkannte man schnell, dass der heutige Archipel in prähistorischer Zeit Sitz einer hoch entwickelten Kultur gewesen sein muss. Bereits zu dieser Zeit veröffentlichte Giorgio Grognet de Vassé, ein maltesischer Architekt, eine Abhandlung, in der er Malta als Überrest von Atlantis darstellte. Allerdings war Grognet zusammen mit dem Marquis de Fortia d’Urban zugleich in einen Skandal um gefälschte Funde verwickelt, mit denen der Beweis erbracht werden sollte, dass Malta Atlantis war. 1922, fast 70 Jahre später, fand Grognet de Vassés Idee die Zustimmung des im damaligen Französisch-Algerien lebenden Archäologen Joseph Bosco, und 1923 äußerte der französische Chemiker und Atlantisforscher René-Maurice Gattefossé – der ansonsten in Nordwestafrika nach Spuren der Atlanter suchte –, dass viele der uralten Monumente auf Malta ‚atlantidische‘ Charakterzüge aufwiesen.
Der Malteser Joseph S. Ellul, ein pensionierter Lehrer, dessen Vater zum Archäologen-Team um Sir Temi Żammit, dem Leiter der Ausgrabungen des Hypogäums von Hal Saflieni sowie der Tempel von Tarxien, Ħaġar Qim und Mnajdra, gehörte, veröffentlichte 1988 nach langjährigen Studien ein Buch, in dem er zum ersten Mal auch unter Bezugnahme auf systematisch gewonnene, archäologische Evidenzen postulierte, die mit Atlantis in Verbindung zu bringende Megalithkultur Maltas sei einer ungeheuren Flutwelle zum Opfer gefallen. Die massiven Einlagerungen von Lehmschichten, auf welche die Archäologen bei den Ausgrabungen von Tarxien und Hagar Qim gestoßen waren, seien durch diese Flutkatastrophe verursacht worden. Ellul, der diesen Megatsunami mit der biblischen Sintflut gleichsetzte, war wie Hausmann (siehe oben) davon überzeugt, dass das Mittelmeerbecken vor diesem Kataklysmus noch in weiten Teilen trocken gelegen habe.
Einer der hervorstechenden Vertreter der maltesischen Atlantis-Lokalisierungs-Hypothese während der zweiten Hälfte des 20. Jahrhunderts war der im Jahr 2007 verstorbene Bildhauer und Kunstrestaurator Chris Agius Sultana, zu dessen Leidenschaften auch die Unterwasser-Fotografie gehörte. Bei seinen Tauchgängen in Maltas Küstengewässern stieß er auf diverse Objekte, die er als Relikte aus der Ära der Megalithiker betrachtete, darunter eine große, torbogenartige Struktur, deren artifizieller Charakter bisher jedoch ebenso umstritten ist wie jener der Überreste einer überfluteten, putativen Tempelanlage, deren Entdeckung der deutsche Privatforscher Hubert Zeitlmair im Jahr 2001 meldete.

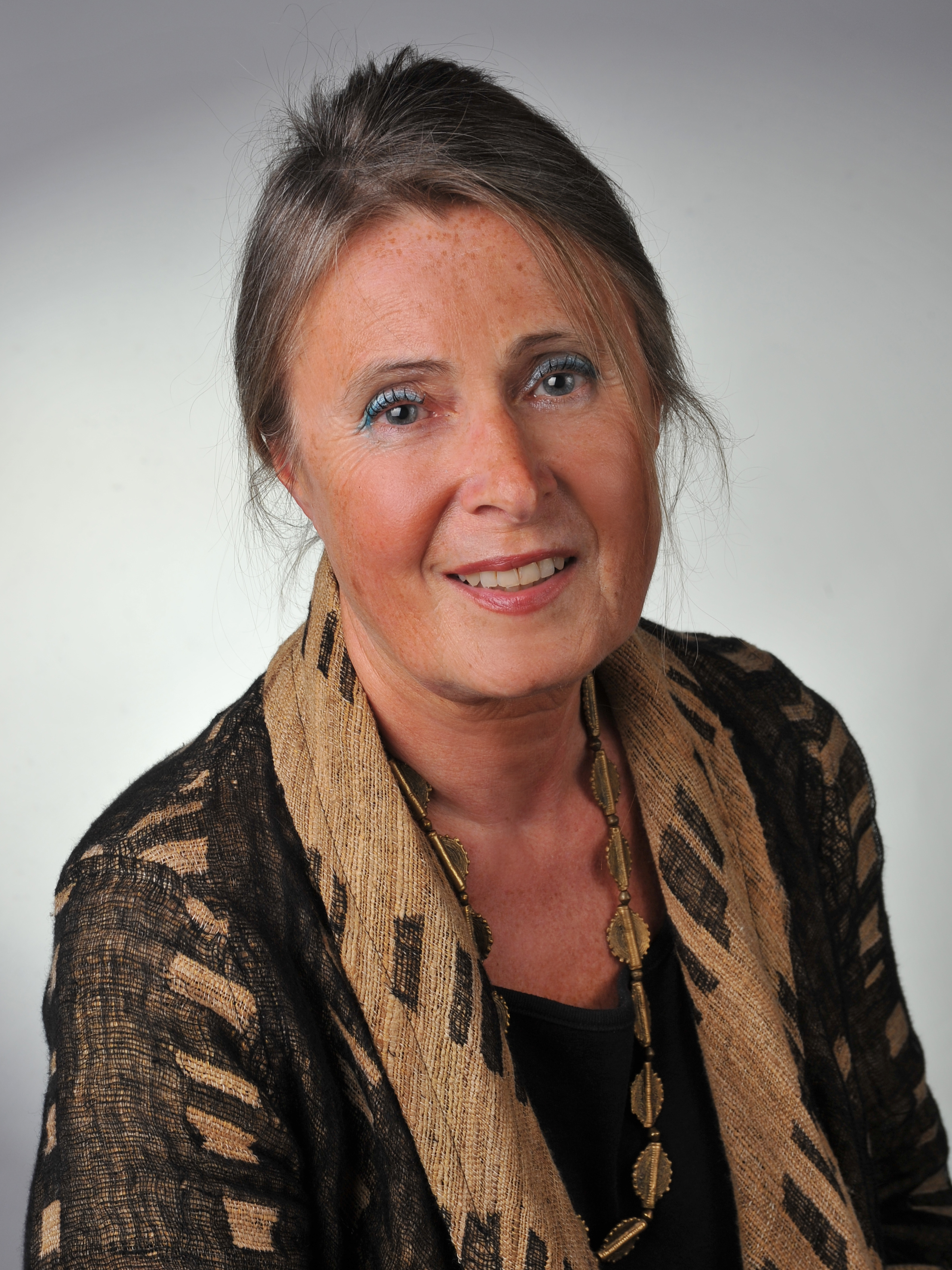
Die Geographin und Atlantisforscherin Christiane Dittmann (1953–2012)

Chris A. Sultana war auch einer der Autoren des 2001 erschienenen Werkes Malta: Echoes of Plato’s Island, das er gemeinsam mit den beiden maltesischen Medizinern Anton Mifsud und Charles Savona-Ventura verfasst hat. In diesem Buch, das zur Referenzliteratur der Malta-Atlantisforschung gehört, liefern die Autoren eine Anzahl beachtlicher Argumente und Evidenzen aus unterschiedlichen wissenschaftlichen Disziplinen für ihre Annahme, die Inseln Maltas seien einst Bestandteil einer weitaus größeren Landmasse gewesen und stellten Überreste von Atlantis dar. Für die Vernichtung des von ihnen vermuteten maltesisch-atlantischen Megalithiker-Reiches schlagen sie eine Datierung von ca. 2200 v. Chr. vor, wobei sie betonen, dass zu dieser Zeit auch eine Reihe anderer Staaten oder Kulturen im Mittelmeerraum und Mittleren Osten untergingen. Charles Savona-Ventura und Alfred Mifsud haben zusammen noch eine Reihe weiterer Artikel und Bücher zur Prähistorie Maltas und Atlantis erarbeitet und publiziert.
Unterstützung fand die maltesische Atlantis-Lokalisierung auch durch den New Yorker Computerspezialisten Albert Spyro Nikas, der seine Ansichten dazu u. a. 2008 in einer Publikation im Rahmen der internationalen Atlantiskonferenz in Athen vorlegte. Bedeutsame Akzente im Bereich der Malta-Atlantisforschung setzte zudem die Regensburger Geographin Christiane Dittmann (sie verstarb im August 2012 auf Malta), die sich u. a. schwerpunktmäßig mit den Ursachen des Verlöschens der Megalithiker-Kultur befasste, wozu sie sogar vor Ort privat finanzierte Feldforschung betrieb. Auch Dittmann ging davon aus, dass eine Flutkatastrophe zum Untergang der vorzeitlichen Megalithiker geführt hat. Allerdings war sie weit davon entfernt, diesbezüglich einen Kataklysmus mit globalen Auswirkungen in Betracht zu ziehen. Vielmehr vertrat sie als betont ‚bodenständige‘ Forscherin ein eher konventionelles oder konservatives Katastrophen-Szenario, das sie mit der geologischen Labilität des regionalen Großraums erklärte, welche ihn für – Tsunamis auslösende – Erdbeben und Vulkanismus prädestiniert. Vehement kritisierte Dittmann die fachzentristische Grundhaltung vieler Archäologen und Geologen, die eine Lösung der prähistorischen Rätsel Maltas behindere und forderte energisch mehr Interdisziplinarität. Gelegentliche Erklärungsversuche für das Verschwinden der maltesischen Megalithiker – zum Beispiel „religiöse Hysterie mit kollektivem Selbstmord“ – betrachtete sie als „leicht zu widerlegen oder unsinnig“. Eine Zwischenbilanz ihrer Forschungen zum Thema ‚Malta und Atlantis‘ erschien 2001 in Buchform. Eine weitere umfassende Publikation wurde durch Krankheit und ihren frühen Tod unmöglich gemacht.

### Hypothesengruppe Nordafrika

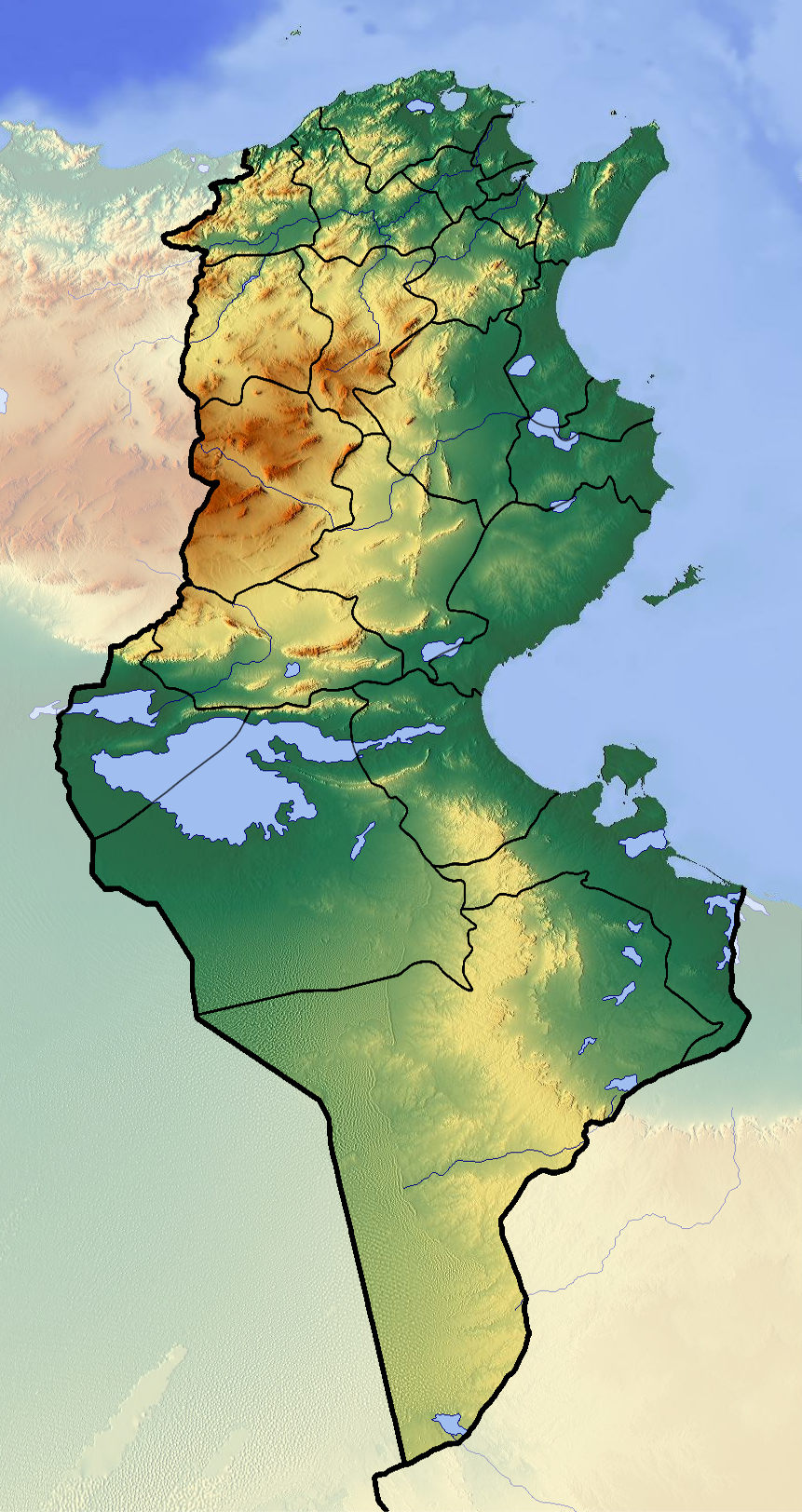
Bis ins Mittelalter war der tunesische Salzsee Schott el Dscherid mit dem Mittelmeer verbunden und von fruchtbarem Kulturland umgeben. Einige Forscher halten ihn für den antiken Tritonsee, dessen Anrainer Herodot einst als Atlanter bezeichnet hatte, und die schmale Einfahrt für die eigentlichen Meerengen des Herkules.

Wegen seiner westlichen Lage und wegen des Atlasgebirges haben sich im Laufe der Zeit immer wieder Hypothesen gebildet, dass Atlantis in Nordafrika, das in der Antike Libyen hieß, gelegen haben könnte. Dabei wurde und wird zumeist auch Bezug genommen auf die Universalgeschichte Bibliotheca historica des antiken Autors Diodorus Siculus bzw. auf seine dortigen Angaben zur Prähistorie des nördlichen Afrikas. Zu den frühen Vertretern dieser Hypothesengruppe gehören Étienne-Félix Berlioux, A. F. R. Knötel, Aimé Rutot Victor Bérard, Byron Khun de Prorok, Ferdinand Butavand, Jean Gattefossé und René-Maurice Gattefossé, Claudius Roux, Paul Borchardt sowie Otto Silbermann.
In jüngster Vergangenheit ist Nordafrika im Bereich der Atlantisforschung erneut auf verstärktes Interesse gestoßen. So präsentierte der italienische Architekt und Kunsthistoriker Alberto Arecchi 2001 eine nordafrikanisch-mediterrane Lokalisierungs-Hypothese. Arecchi geht von einer rezenten Flutung des Mittelmeerbeckens aus, nimmt die vormalige Existenz einer Landbrücke zwischen Afrika und Europa an und vermutet die einstige Position von Atlantis vor der heutigen Küste Tunesiens. Der deutsche Privatforscher A. Petit (Pseudonym) stellte 2002 eine Hypothese vor, mit welcher er Atlantis im libyschen Teil der Cyrenaika lokalisierte, eine Annahme, die der Atlantologie-Kritiker Christian Brachthäuser 2006 zu widerlegen suchte.
Der Physiker Ulrich Hofmann, ebenfalls Deutschland, ist 2004 in seinem Buch Platons Insel Atlantis der Ansicht, dass sich Atlantis in Algerien im Schott el Hodna, einer großen Steppen- und Wüstenlandschaft, befunden haben muss. Wie Petit belegt er seine Ansicht u. a. damit, dass er auf einem Satellitenbild in der betreffenden Region Ringstrukturen entdeckt habe. Den Atlanterkrieg bei Platon identifiziert Hofmann mit dem Seevölkersturm auf Ägypten um 1200 v. Chr.
2005 präsentierte der schwedische Atlantisforscher Jonas Bergman im Rahmen der Internationalen Atlantiskonferenz auf der Insel Milos seine Lokalisierung von Atlantis im Gebiet des heutigen Marokko. Während Bergmann ursprünglich das altertümliche Lixus als Lokalität der Metropole von Atlantis ansah, modifizierte er später seine diesbezügliche Ansicht, und favorisiert nun die, am Fluss Bou-Regreg – in der Nähe der marokkanischen Hauptstadt Rabat – gelegene, Nekropole Chellah. Auf der folgenden Atlantiskonferenz 2008 in Athen stellte Michael Hübner, ein weiterer Forscher aus Deutschland, seine Lokalisierung im südlichen Marokko auf der Ebene von Souss-Massa vor, die er 2010 auch in Buchform publizierte.

### Andere afrikanische Atlantis-Lokalisierungen
Abgesehen von den oben genannten Modellen der nordafrikanischen Hypothesengruppe gab es vereinzelt aber auch Versuche, Atlantis in anderen Teilen des afrikanischen Kontinents auszumachen, u. a. in der Richat-Struktur. Ein früher Vertreter solcher Lokalisierungen war Johann Christian Bock, ein deutscher Theologe und Philosoph. Im Jahr 1685 veröffentlichte er gemeinsam mit Georg Kaspar Kirchmaier die Schrift De Atlantide, ad Timaeum atque Critiam Platonis, in welcher die beiden Atlantis in Südafrika ausmachten.
Zu Beginn des 20. Jahrhunderts (1908 und 1926) entwickelten – unabhängig voneinander – der Engländer Captain C.H. Elgee, bis 1913 Repräsentant der britischen Regierung in Ibadan, und der Afrika-Forscher Leo Frobenius aus Deutschland eine Theorie, nach der Atlantis einige hundert Kilometer nördlich des Äquators an der westafrikanischen Küste, im Gebiet des heutigen Nigeria, gelegen habe.
Der italienische Wissenschaftshistoriker Livio Catullo Stecchini (1913–1979) vertrat in einem unveröffentlichten Werk mit dem Titel Sahara die Auffassung, São Tomé im Golf von Guinea sei Atlantis gewesen.
Im Jahr 2007 präsentierte schließlich ein anderer Italiener, Marcello Cosci (1929–2009), von der Universität Siena seine, u. a. auf der Analyse neuerer Satellitenaufnahmen basierende, Hypothese, dass es sich bei Atlantis um die heutige Insel Sherbro gehandelt habe, welche sich vor der Küste des westafrikanischen Staates Sierra Leone befindet. Diese, auch in Buchform veröffentlichte Hypothese stellte er u. a. auf der Internationalen Atlantiskonferenz von 2008 zur Diskussion.

## Lokalisierung auf den Britischen Inseln und in der Bretagne

Das den Britischen Inseln im Westen vorgelagerte Celtic Shelf lag – ebenso wie die Irische See – gegen Ende der jüngsten Eiszeit noch weitgehend trocken. Viel Raum also für weitere Atlantis-Lokalisierungen

Die Vertreter dieser Hypothesengruppe legen ihren Lokalisierungen die Annahme zugrunde, dass die in Platons Atlantisbericht beschriebenen Örtlichkeiten und Ereignisse im Zusammenhang mit den Megalithiker-Kulturen Nordwest-Europas zu verstehen sind. Dabei wird zumeist auch mit der massiven Veränderung der Topographie dieses Großraums argumentiert. Noch gegen Ende der jüngsten Eiszeit lagen nämlich große Teile der Keltischen See, der Irischen See sowie der heutige Ärmelkanal trocken. Ein Teil dieser Hypothesen vermutet die Metropolis von Atlantis in diesen heutigen Meeresgebieten.

### Britannien
Zum ersten Mal mit Atlantis in Verbindung gebracht wurde Britannien (die britische Hauptinsel) im Jahr 1792 von dem englischen Naturforscher Thomas Pennant. Mit einiger Verzögerung folgten dann – im 20. Jahrhundert – zunächst mehrere äußerst exzentrische Publikationen zu diesem Thema. So vertrat der aus Cornwall stammende Schriftsteller George H. Cooper in den 1920er und 30er Jahren die Auffassung, Britannien sei einst die Wiege der Zivilisation gewesen. Im ersten von zwei Büchern, die er dazu veröffentlichte, behauptete Cooper, der biblische Garten Eden habe sich in der Nähe von Stonehenge befunden. Die dortige Megalith-Anlage betrachtete er als die Säulen des Herakles, Britannien sowie Irland sah er als historisches Atlantis an, und die Zivilisationen des Alten Ägypten sowie Alt-Mexikos als dessen kulturelle Nachkommen. Ähnlich anglozentrischer Natur, aber etwas ernster zu nehmen, war ein 1946 erschienenes Buch des Journalisten und Schriftstellers W. Comyns Beaumont (1873–1956). Darin beschrieb er Großbritannien als Atlantis, und seine Bewohner als Angehörige einer bronzezeitlichen Kultur, welche 1322 v. Chr. durch den Impakt eines Kometen vernichtet worden sei. Ein später Atlantis-Exzentriker mit einem Faible für Britannien war auch der US-Amerikaner Henry B. Ambrose (1917–2010), der 1994 die früh-eisenzeitliche Hügelfestung von Old Oswestry, Grafschaft Shropshire in den englischen West Midlands, als Atlanter-Metropolis identifizierte.
Ebenfalls erst gegen Ende des 20. Jahrhunderts begann eine im engeren Sinne wissenschaftlich zu nennende Beschäftigung mit Atlantis in oder bei Britannien. So präsentierte der russische Wissenschaftler Viatcheslav Y. Koudriavtsev 1995/96 ein Thesenpapier, in welchem er sein Modell einer im Celtic Shelf (der Keltischen See, vor der heutigen Küste Cornwalls) versunkenen Atlantis zur Diskussion stellte. 1999 verortete der italienische Astrophysiker Vittorio Castellani (1937–2006) Atlantis als eine Art vormaligen, nordwesteuropäischen Subkontinent auf dem nordatlantischen Kontinentalschelf, wo sich heute die Britischen Inseln befinden. Im Jahr 2009 steuerte der Journalist Donald Ingram seine Hypothese bei, die sagenhafte Zivilisation der Atlanter könne mit der früh-bronzezeitlichen Wessex-II-Kultur Britanniens gleichgesetzt werden.
Schließlich machte in jüngerer Zeit der niederländische Forscher E. J. de Meester die Megalithkultur des prähistorischen Britanniens als Hauptsitz des Inselreiches Atlantis aus, genauer die fruchtbare, von Bergen umgebene Tiefebene des südlichen Englands. Dort liegt neben ähnlichen anderen Anlagen das Monument von Stonehenge, welches drei konzentrische Ringstrukturen enthalte und mittels des Flusses Avon eine Verbindung zur Südküste aufweise. Auch die Überreste der von Platon erwähnten Rennbahnen seien dort zu finden, die heißen und kalten Quellen sowie eine Örtlichkeit (bei Cornwall), in der nachweislich seit Anbruch der Bronzezeit Zinn abgebaut worden sei. Hauptkriterium dieser Lokalisierungshypothese ist indes die allgemeinste der Angaben Platons: Britannien liegt außerhalb der Säulen des Herakles, am Atlantik jenseits der Straße von Gribraltar.

### Irland
Schon Ignatius Donnelly hatte 1882 die Behauptung aufgestellt, Irland sei bereits in vorsintflutlicher Zeit von Atlantiern besiedelt worden, aber eine, wenn auch wenig substanzielle, irische Lokalisierungs-Hypothese zu Atlantis lieferte erst der bereits erwähnte George H. Cooper in seinem zweiten Atlantis-Buch. Darin sprach er sich 1936 für die irische Küstenstadt Cork als beste Kandidatin für die Hafenanlagen von Atlantis aus, da diese Vorstellung „sehr gut zu Platons Erzählung passe“, um dann eingestehen zu müssen: „… wenn wir die geometrischen Ringe, etc. beiseite lassen.“
Belastbarere, aber keineswegs unbestreitbare Argumente liegen der Hypothese zugrunde, die der britische Sachbuch-Autor Paul Dunbavin 1995 publizierte. Dunbavin vermutet die atlantische Ebene im Bereich der heutigen Irischen See, zwischen Irland, Schottland und Wales, und das urbane Zentrum des Atlanter-Reiches lokalisiert er in der Nähe der Isle of Man. Zeitlich ordnet er den Untergang des von ihm vermuteten Inselreiches etwa 3000 v. Chr. ein. Als wissenschaftlich – je nach Standpunkt – besonders umstritten oder auch indiskutabel gilt Dunbavins Vermutung, die Atlantis-Katastrophe sei durch eine Pol- oder Erdkrustenverschiebung verursacht worden, die verheerende Flutwellen und gravierende Verschiebungen der Klimazonen bewirkt habe. Dunbavin selber weist entsprechende Kritik von Fachwissenschaftlern als Ausfluss einer „verstaubten Wissenschaft“ („outmoded science“) zurück. Ein im Vergleich zu Dunbavins Neokatastrophismus eher konservatives Modell zu Atlantis in Irland und dessen Untergang veröffentlichte 2004 der aus Schweden stammende Geograph und Geomorphologe Ulf Erlingsson. Erlingsson, der von der Existenz eines sehr ausgedehnten Atlanter-Reiches im Einzugsbereich der Megalithiker Westeuropas und Nordafrikas überzeugt ist, sieht als dessen Zentrum ebenfalls das Gebiet Irlands an, und betrachtet z. B. die Monumente im Boyne Valley als Überbleibsel der Atlanter-Kultur. Die Legende vom Untergang von Atlantis beruhe vermutlich auf uralten irischen Überlieferungen über die im Meer versunkene Doggerbank im Osten der Britischen Inseln, die laut Erlingsson gegen 6100 v. Chr. unter die Meeresoberfläche versank, nachdem sie von einem enormen Tsunami überrollt worden war. Als Ursache für diesen Megatsunami betrachtet Erlingsson einen massiven Erdrutsch im Bereich der Storegga vor der norwegischen Küste.

### Bretagne

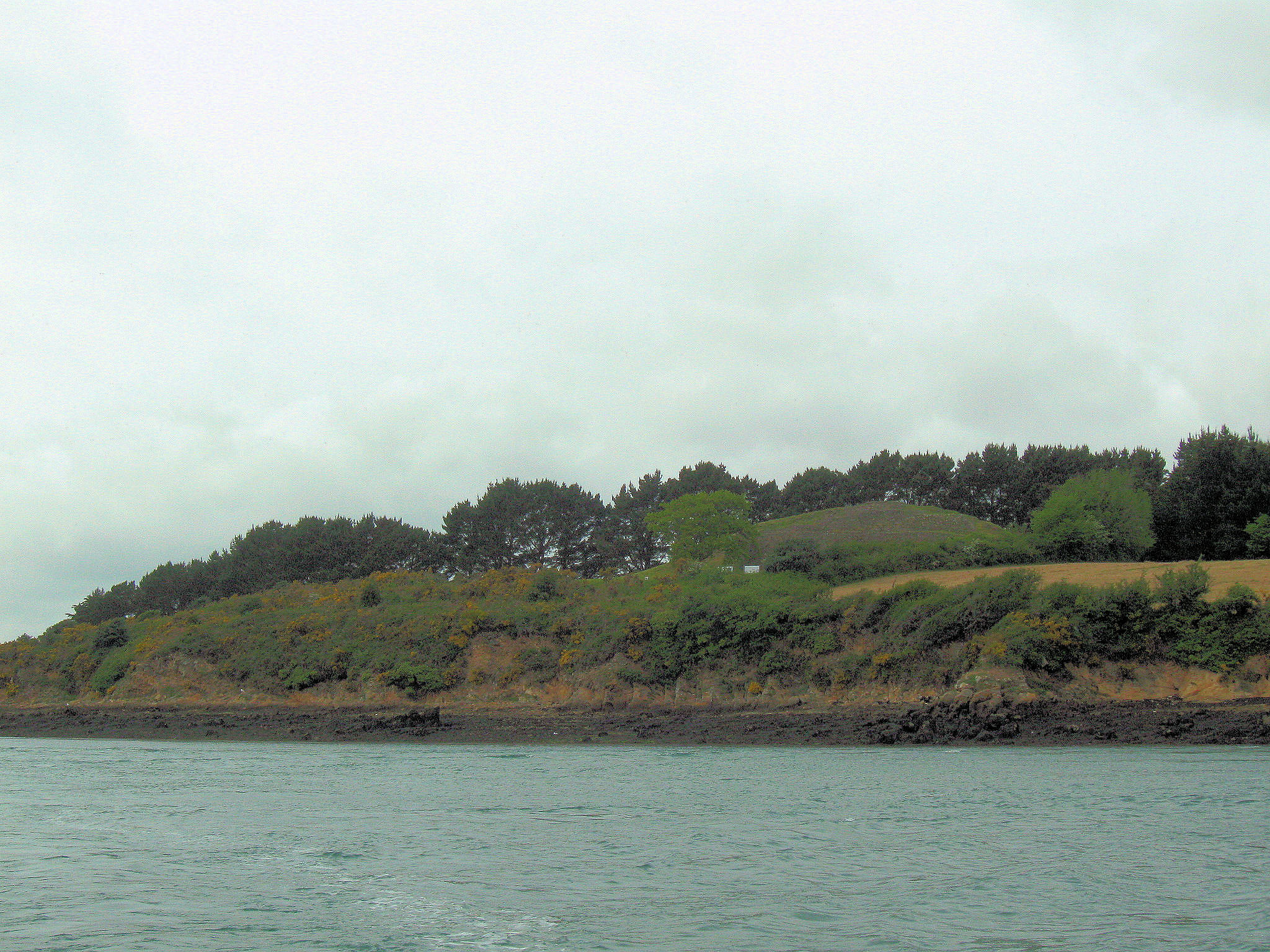
Der große Cairn von Gavrinis im Golf von Morbihan – nach Helmut Tributsch das Zentrum des megalithischen Reiches von Atlantis

Auch die angrenzenden Megalithkulturen südlich des heutigen Ärmelkanals, insbesondere in der Bretagne, und deren Nachfahren haben das Interesse verschiedener atlantophiler Wissenschaftler und Atlantisforscher auf sich gezogen. So vermutete bereits 1847 der französische Arzt und Anthropologe Eugene Bodichon (1810–1885) eine Verwandtschaft der Bretonen mit den atlantischen Berbern Nordafrikas, eine Annahme, die einige Jahrzehnte später auch von Ignatius Donnelly aufgegriffen, und in jüngster Zeit unter Einbeziehung genetischer Argumente auch von dem US-amerikanischen Atlantologen R. Cedric Leonard, einem studierten Anthropologen, geäußert wurde. In den 1930er Jahren hatte zuvor schon der französische Botaniker François Gidon vorgeschlagen, bei Atlantis habe es sich um eine vormals kompakte Landmasse gehandelt, die sich von der Bretagne bis nach Irland erstreckte. Allerdings datierte er die Überflutung weiter Teile seines bronzezeitlichen Atlantis damals – in Unkenntnis der Flandrischen Transgression – unzutreffend auf den Zeitraum zwischen 3000 und 1200 v. Chr.
Zu den in Sachen Bretagne und Atlantis bemerkenswerten Autoren der 2. Hälfte des 20. Jahrhunderts gehört u. a. der französische Schriftsteller Jean Bertrand (alias Jean Markale, 1928–2008), der Querverbindungen zwischen den keltischen Venetern Aremoricas und Atlantis vermutete und überzeugt davon war, die Steinreihen der Menhire von Carnac seien ein atlantidisches Kulturerbe. Eine ebenfalls sehr umfassende Abhandlung der bretonischen Lokalisierungs-Hypothese zu Atlantis hatte bereits ein Jahr zuvor, 1986, Helmut Tributsch publiziert. Tributsch, von 1982 bis 2008 Professor für Physikalische Chemie an der Freien Universität Berlin, stellte darin die Theorie auf, die Hauptstadt des Reiches von Atlantis sei mit den sich heute teilweise unter Wasser befindlichen Relikten von Gavrinis im Golf von Morbihan identisch. Etwas weiter im Osten des heutigen Frankreich, in der Bourgogne, genauer gesagt im Gebiet der Stadt Sens, lokalisierten schließlich, ca. 1990, der belgische Geschichtsforscher Marcel Mestdagh (1926–1990) und ihm folgend auch sein Landsmann, der Schriftsteller und Journalist Philip Coppens (1971–2012), die Metropolis der Atlantier.

## Lokalisierung in Nordeuropa

### Ursprünge

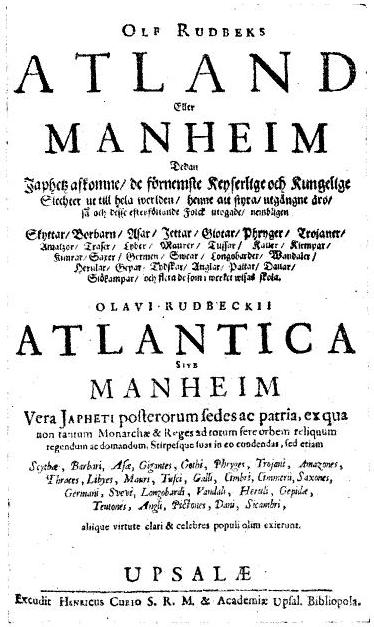
Titelseite von Olof Rudbecks Atland eller Manheim, Atlantica sive Manheim, vera Japheti posterorum sedes et patria (1675–1698)

Nachdem bereits im 17. Jahrhundert der französische Antiquar und Philosoph François de La Mothe le Vayer die Insel Grönland als Atlantis-Lokalität ins Gespräch gebracht hatte, verfocht der schwedische Gelehrte Olof Rudbeck der Ältere die erstaunliche Idee, sein Heimatland (damals eine europäische Großmacht, die bestrebt war, eine kontinentale Hegemonialstellung zu erlangen) sei die Wiege aller Kultur, und dort habe sich einst auch Atlantis befunden. Sein Werk wurde in ganz Europa gelesen und kontrovers diskutiert, geriet aber schon bald nach seinem Tod – bis ins 19. Jahrhundert hinein – wieder in Vergessenheit. Olof Rudbeck wandte für seine, keineswegs ideologiefreie, Atlantisforschung auch neuartige wissenschaftliche Methoden an, darunter die experimentelle Archäologie. Ein weiterer Gelehrter, der zu dieser Zeit – und vermutlich noch vor Rudbeck – Schweden mit Atlantis in Verbindung brachte, war dessen Landsmann Johannes Bureus, ein Runenforscher und Mystiker, der u. a. als königlicher Hofarchivar tätig war. Im 18. Jahrhundert offerierte der französische Astronom Jean-Sylvain Bailly die Hypothese, das Zentrum des verschwundenen Atlanter-Reiches habe sich im Gebiet des heutigen Spitzbergen und Norwegens befunden. In seinem Hauptwerk, der Histoire de l'astronomie vertrat er die Auffassung, dass die meisten Entdeckungen der Wissenschaft letztlich bereits auf den Erkenntnissen eines untergegangenen Volkes der Vorzeit beruhten, welches durch eine globale Katastrophe vernichtet worden sei. Mit Bailly fand die frühe Phase nordischer Atlantis-Lokalisierungen auch schon ihren Abschluss, und das Modell eines Atlantis des Nordens wurde erst wieder gegen Ende des 19. bzw. zu Beginn des 20. Jahrhunderts prominent, nun aber zunächst und vor allem in einem ideologischen Kontext, in dem es für die Schaffung einer pseudohistorischen Grundlage rassistischer und völkischer Gesellschaftsmodelle instrumentalisiert wurde.

### Ariozentrisch-ideologische Modelle
Mit dem Aufkommen der sogenannten Völkischen Bewegung im späten 19. Jahrhundert und der Erweiterung des Begriffes Arier – ursprünglich ein sprachwissenschaftlicher und völkerkundlicher Terminus zur Bestimmung eines vermuteten Urvolkes der indogermanischen Sprachgruppe – zu einer Bezeichnung für eine hypothetische biologische Abstammungsgemeinschaft nordwesteuropäischer Völker, wurde Atlantis nun – vor allem im deutschsprachigen Raum – auch in Bezug auf die Frage nach der Heimat jenes arischen Urvolkes zum Thema.
Während man im klassisch-universitären Bezirk des frühen 20. Jahrhunderts vorwiegend davon ausging, die Arier stammten aus den Steppen Zentral-Russlands, westlich des Urals, oder aus Nordeuropa bzw. dem Baltikum, wogegen im Rahmen einer sich entwickelnden, scheinwissenschaftlichen Rassenkunde zumeist propagiert wurde, die Arier seien ursprünglich in (Nord-)Deutschland oder Skandinavien heimisch gewesen (z. B. von Gustaf Kossinna, Hermann Hirt und Hans F. K. Günther), wurden zunächst aus dem Bereich der Ariosophie bzw. der esoterisch geprägten Strömungen der völkischen Bewegung heraus schon bald auch putative Urkontinente wie ein nordpolares Arktogäa (bei Guido von List) oder Atlantis sowie mythisch-sagenhafte Länder wie Thule und Hyperborea zu Kandidaten für die Urheimat der Arier.
Zwar lässt sich bei allen dieser Traditionslinie zuzurechnenden Atlantis-Modellen eine übereinstimmend ariozentrische und nordistische Tendenz nachweisen, doch sind die betreffenden Lokalisierungs-Hypothesen alles andere als einheitlich und keineswegs auf den nordeuropäischen Großraum mit seinen angrenzenden Seegebieten begrenzt. Eine im engeren Sinne nordeuropäische Variante präsentierte zum Beispiel 1936 Heinrich Pudor mit seiner Behauptung einer vormaligen Atlantis-Großinsel als „arisch-germanische[s] Rassenhochzucht- und Kolonisationsmutterland“, das sich von Schottland bis Südnorwegen erstreckt und „möglicherweise bis nahe an den Polarkreis ausgedehnt“ habe. Die heutige Insel Helgoland sei ein Überrest davon. Diese Vorstellung trieb später augenscheinlich auch Heinrich Himmler um, der dort als Reichsführer SS bereits 1938 und 1939 nach Spuren von Atlantis und germanischer Hochkultur suchen ließ, und im Jahr 1943 sogar eine Forschungsexpedition nach Helgoland entsandte, um vor der dortigen Küste Tauchgänge zur Suche nach versunkenen Ruinen durchzuführen.
Herman Wirth, zeitweilig ein Protegé Himmlers, positionierte – allerdings ohne direkten Bezug zu ariosophischem Ideengut – seinen versunkenen Kontinent, den er Thule nannte, in der Arktis. Nordeuropa und andere Teile des Kontinents bezeichnete Wirth als „Umkreisgebiete“ des von ihm gesuchten, „mutmaßlichen, großen ozeanischen Insularreiches“. Auch sein Schüler Siegfried Kadner vertrat 1931 die Meinung, das nordische Atlantis sei in der polaren Region zu finden, von wo aus die Vorfahren der Germanen nach Nordeuropa eingewandert seien.
Anders sah das z. B. Karl Georg Zschaetzsch, ein Ario-Atlantist, der sich an der eher traditionellen Vorstellung einer mittelatlantischen Großinsel Atlantis im Gebiet der heutigen Azoren orientierte. Ganz ähnlich sah das auch Hermann Wieland, der 1926 den großinsularen Sitz der – angeblich 200.000 Jahre alten! – „versunkene[n] arisch-atlantische[n] Kultur“ als zentralatlantische „Verbindungsbrücke mit Amerika“ mit einer „Asenburg“ als Metropolis vorstellte, und zudem die bei Platon erwähnte große Ebene (Krit. 113c) als Idafeld bezeichnete. Von dort aus habe Atlantis’ „hohe vorgeschichtliche germanische Kultur“ sich nach Nord- und Südeuropa und in andere Teile der Welt verbreitet. Im Einzelfall wurde Atlantis aber auch genau umgekehrt als entfernter Ableger der nordischen Ur-Arier dargestellt, wie etwa bei Albert Herrmann, der es zwar fernab Nordeuropas im heutigen Tunesien in Nordafrika lokalisierte, aber nur als Ausläufer einer in Friesland beheimateten, arischen Hochkultur der Vorzeit betrachtete, von der „Atlantis in den Tagen friesischer Glorie lediglich eine Kolonie gewesen sei.“

### Moderne nordische Atlantis-Hypothesen

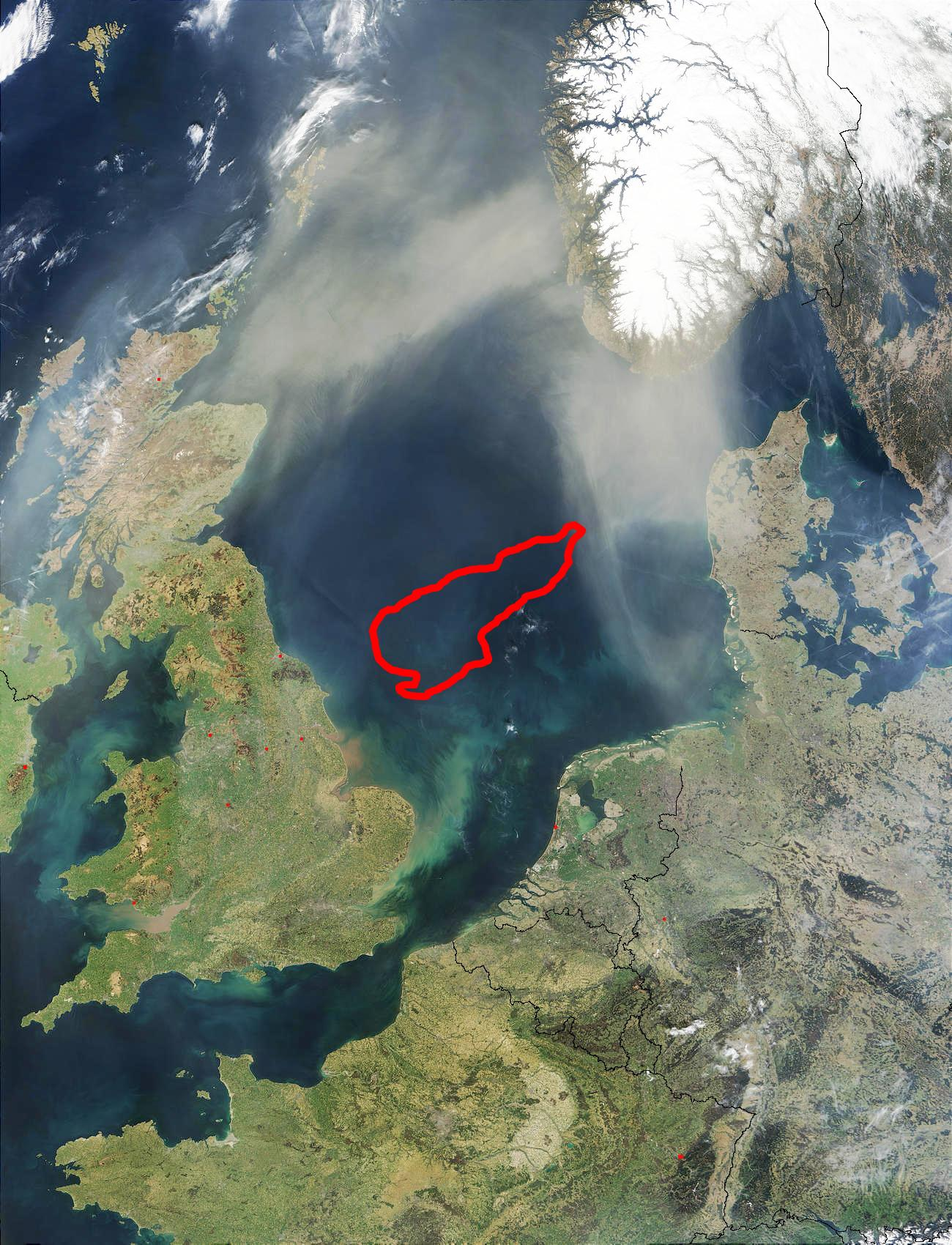
Das Gebiet der Doggerbank in der Nordsee gehört zu den Örtlichkeiten, die im Rahmen moderner nördlicher Atlantis-Lokalisierungen diskutiert werden.

Abgesehen von solch explizit ideologisch motivierten Modellen und ihren Anhängern verfochten im 20. Jahrhundert aber auch einige sachlich argumentierende Wissenschaftler und Privatforscher die Idee, Atlantis könne im Norden des atlantischen Großraums lokalisiert werden. So vermutete etwa der schwedische Mineraloge und Geologe Arvid Gustaf Högbom bereits vor 1920 Atlantis im Gebiet der Nordsee. Ende der 1940er Jahre wurde die Vorstellung eines Atlantis des Nordens von dem norddeutschen Pastor Jürgen Spanuth aufgegriffen. In seinem Buch Das enträtselte Atlantis. (1953) lokalisierte er das untergegangene Vorzeit-Reich in der Nordsee; eine versunkene Insel östlich von Helgoland deutete Spanuth dabei als Hauptstadt von Atlantis. Für Spanuth war die Kultur der Atlantier mit der Nordischen Bronzezeit und der Seevölkerwanderung zu identifizieren. Da dies aber nicht mit Platons Zeitangabe von 9000 Jahren übereinstimmt, behauptete Spanuth, die Ägypter hätten statt „echter“ Jahre (Erdumläufe um die Sonne) vielmehr Mondjahre (Mondumläufe um die Erde) gemeint. In der Tat rechneten die Ägypter in sehr früher Zeit in Mondjahren, allerdings bestand für sie ein Mondjahr aus 13 Mondumläufen, womit es nur unwesentlich länger als ein Sonnenjahr war.
In den 1960er Jahren nahm der Theologe Günther Kehnscherper in der damaligen DDR Spanuths Thesen auf. Ebenso wie Spanuth betrachtete auch Kehnscherper die Überflutung Helgolands und der schleswigschen Nordseeküste als Auslöser der Wanderung der Seevölker. Kehnscherper hielt Helgoland jedoch nicht für die atlantische Königsinsel. Anders als Spanuth identifizierte Kehnscherper die Seevölker nicht hauptsächlich als germanische Nordvölker, sondern als eine von mitteleuropäischen Urnenfelderleuten geführte Koalition mit Nordvölkern und Balkanvölkern, und folgte dabei eher Forschungsergebnissen z. B. der ungarischen Archäologin Amália Mozsolics.
1975 veröffentlichte der (west-)deutsche Journalist und Schriftsteller Gerhard Herm sein, ebenfalls auf Spanuths Vorarbeit basierendes, Modell eines skandinavisch-nordeuropäischen Atlantis, und 1982 präsentierte die dänische Autorin Kirsten Bang ein ähnliches Konzept zur Lösung des Atlantisproblems, wobei sie den versunkenen Kontinent in der heutigen Nordsee vor den Küsten der Niederlande, Deutschlands und Dänemarks vermutete. Der französische Privatgelehrte Jean Deruelle legte 1990 eine komplexe Studie vor, in der er Atlantis als verloren gegangenes Zentrum der Megalithkulturen identifizierte, das in Form einer enormen, ca. 300 km langen Insel zwischen Britannien und Skandinavien dort in der Nordsee gelegen haben soll, wo sich heute die so genannte Doggerbank befindet. Gegenwärtig gehören zu den wesentlichen Protagonisten der nordischen Atlantis-Hypothese der italienische Nuklear-Ingenieur Felice Vinci und der französische Autor Sylvain Tristan.

## Lokalisierung im Atlantik und in Amerika

### Athanasius Kircher

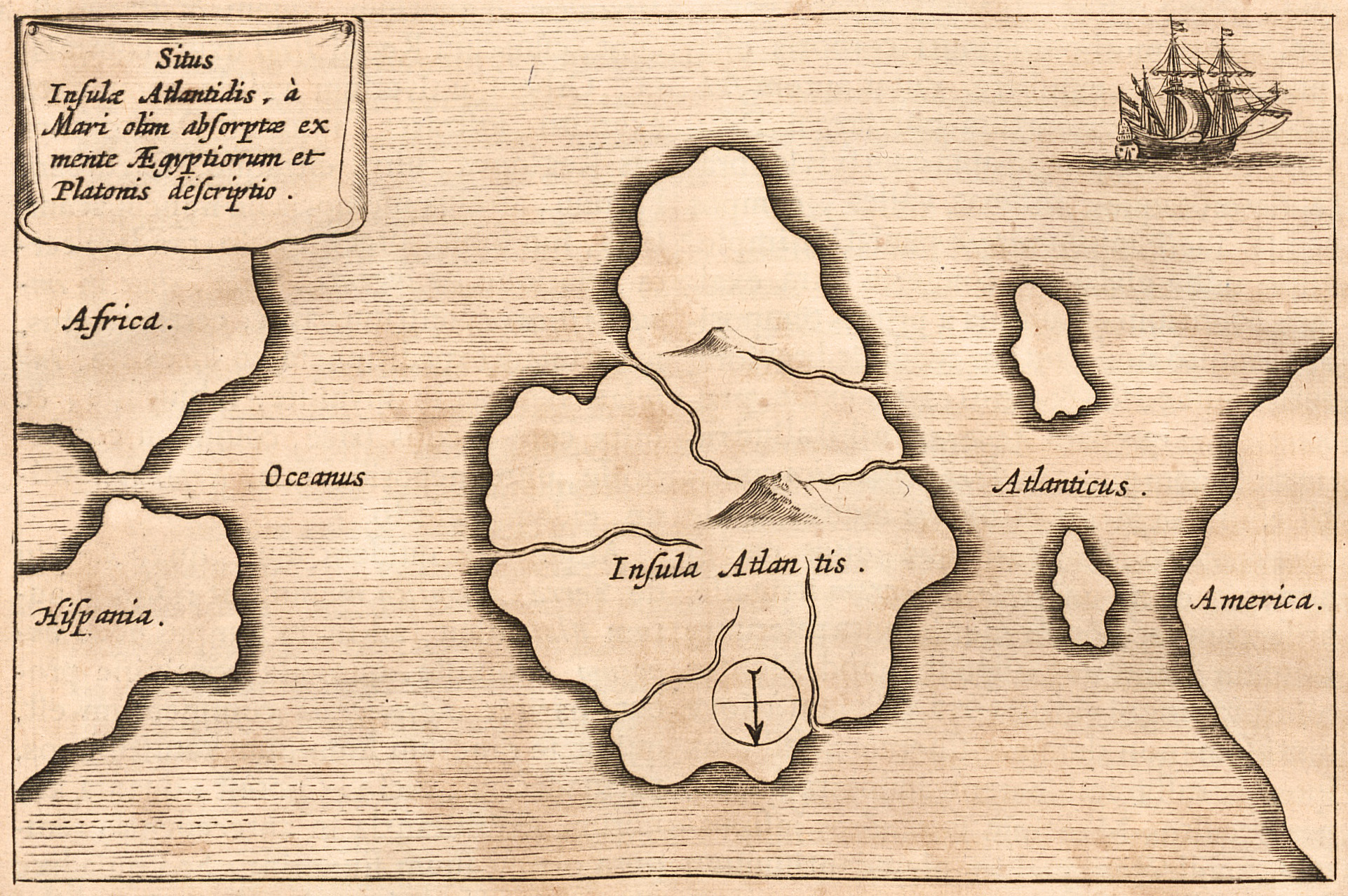
Kartendarstellung von Atlantis aus Athanasius Kirchers Mundus Subterraneus (1665; die Karte stellt Süden oben dar)

Im 17. Jahrhundert forschte Athanasius Kircher, ein Universalgelehrter und einer der Vorläufer der ägyptologischen Wissenschaft, über Vulkanismus, Meere und die Entstehung und das Untergehen von Land. Seine Forschungsergebnisse fasste er in dem Werk „Mundus Subterraneus“ zusammen. Als ein Beispiel nahm er das von Platon beschriebene Atlantis im Atlantik an.

### Maya-Theorie von Le Plongeon
Am Anfang der Entwicklung kontroverser Atlantis-Hypothesen steht der Hobby-Archäologe Augustus Le Plongeon, der mit populären Schriften wie „Archaeological Communication on Yucatán“ (1879) oder „Queen Moo and the Egyptian Sphinx“ (1896) die spekulative und kontroverse Form der Atlantis-Forschung begründete, die es bis heute gibt. Le Plongeon verbindet Atlantis mit dem Mythos des untergegangenen Kontinents Mu, den er aus Maya-Inschriften gedeutet zu haben glaubte. Vor 11500 Jahren seien Maya-Kolonisten nach Indien, Ägypten und ins Zweistromland aufgebrochen, um dort Kultur und Religion zu verbreiten. Ein Drittel der Maya-Sprache, so behauptet Le Plongeon weiter, sei reines Griechisch, der Rest identisch mit dem Assyrischen. Auch Palästina habe Kultur und Sprache von den Maya bekommen, und so habe selbst Jesus von Nazaret Maya gesprochen. Vieles ist reine Spekulation, allerdings beriefen sich zahlreiche spätere esoterische Autoren auf Le Plongeon, als würde es sich um feststehende Tatsachen handeln.

### Ignatius Donnelly
Wie Athanasius Kircher vermutete der US-amerikanische Politiker und Hobby-Historiker Ignatius Donnelly Atlantis im Atlantik. Sein Buch „Atlantis, the Antediluvian World“ (1882) wurde ein Bestseller. Donnelly verbindet Platons Bericht und die biblische Sintflutgeschichte und beschreibt Atlantis als untergegangenen Kontinent im Nordatlantik, der – wie von Platon beschrieben – innerhalb eines Tages und einer Nacht absank. Während zu Donnellys Zeit noch kontrovers über die Entstehung der Ozeane diskutiert wurde, und sich Donnelly zumindest teilweise auf die Theorien des österreichischen Geologen Eduard Suess berufen konnte, gilt die plötzliche Absenkung eines Kontinents heute – nach Alfred Wegeners Theorie der Plattentektonik – jedoch als widerlegt. Ebenso wie Le Plongeon sieht Donnelly in den Atlantern die Kulturbringer der Alten und Neuen Welt. Auch diese Theorie hat die moderne Wissenschaft widerlegt, indem sie eigenständige Kulturentwicklungen in allen Erdteilen nachwies. Doch wie Le Plongeon wird auch Donnelly von zahlreichen heutigen Atlantis-Autoren in diesen Punkten zitiert. Donnellys Theorie wurde in den 1920er Jahren von Lewis Spence aufgegriffen und erweitert. Laut Spence gab es in Atlantis eine Sonnenreligion wie in Ägypten und zum Kreis der Götter gehörte Atlan, der mit dem aztekischen Gott Quetzalcoatl gleichzusetzen sei. Die Donnelly’sche Version der antiken „Superzivilisation“ fand derweil begeisterte Aufnahme in esoterischen und theosophischen Kreisen. Auch Rudolf Steiner, Helena Petrovna Blavatsky und andere der Theosophie nahestehende Autoren und Vortragende griffen das Motiv auf.

### Otto Muck
Von ihm wird die Hypothese vertreten, dass das untergegangene Atlantis im Gebiet der Azoren zu finden sei. Er untermauert dies in seinem Buch Atlantis – gefunden. Kritik und Lösung des Atlantis-Problems. (1954, Neuauflage 1976). Durch zahlreiche Indizien (Wanderung der Aale zur Sargassosee, Golfstrom, Ende der Eiszeit, Sprachverwandtschaften) wird ein lebendiges Bild seiner Atlantis-Theorie vermittelt. Sogar der Untergang von Atlantis wird von ihm anhand des Maya-Kalenders auf den 5. Juni 8498 v. Chr., 13:00 Uhr Greenwich-Zeit auf die Stunde genau festgelegt. Zu diesem Zeitpunkt, so Muck, habe eine Konjunktion aus Erde, Mond und Venus bestanden, die einen erdnahen Planetoiden aus der Adonis-Gruppe abgelenkt und zum Einschlag in den Atlantik östlich von Puerto Rico gebracht habe. Hierdurch sei der mittelatlantische Rücken in einer Vielzahl von Vulkanausbrüchen entlang des Rückens aufgerissen, was durch das Entweichen des Drucks zum Absinken des Atlantis-Plateaus um ca. 3 km geführt habe, was tatsächlich wie laut Platons Angaben binnen „eines einzigen Tages und einer unglückseligen Nacht“ erfolgt sei. Zugleich folgert Muck, dass die Kombination aus vulkanischem und Impaktwinter weitreichende Überflutungen und eine Kältewelle zur Folge gehabt hätte, die die Basis sowohl für spätere Sintflut-Mythen als auch für den nordischen Fimbulwinter-Mythos gebildet habe.

### Bahamas/Karibik
1957 wurden im Meer vor der Insel Bimini (Bahamas) in sieben Metern Tiefe Steinblöcke in nahezu rechteckigen Formationen entdeckt, welche in einer geraden Linie aneinandergereiht sind und mit einer Kurve abschließen. In den Medien wurden die Steinquader als „Straße von Bimini“ bezeichnet, die demnach von Menschen verarbeitet worden und Teil der verlorenen Stadt Atlantis seien. Besonderes Aufsehen, vor allem auch in populärwissenschaftlichen Schriften, erregte der Fund auch deshalb, weil Edgar Cayce 1939 vorausgesagt hatte, man werde 1968 oder 1969 bei Bimini Überbleibsel von Atlantis finden. Umfangreiche Untersuchungen in den 1970er Jahren und darüber hinaus kamen zu keinem eindeutigen Ergebnis. Es konnte nicht erklärt werden, zu welchem Zweck sie erbaut sein könnte oder ob diese Formation überhaupt menschlichen Ursprungs ist. Es fanden sich keine weiteren Spuren einer Stadt oder Festung. Außerdem liegt die Struktur auf einem veränderlichen Korallenriff und kann deshalb höchstens einige hundert Jahre alt sein.

### Aztlán
Der Legende zufolge bildet eine Siedlung bzw. Insel namens Aztlán den Ursprung des Volkes der Azteken. Die Lage dieser Insel oder Inselgruppe ist unbekannt. Eine Ähnlichkeit der Bezeichnung Aztlán mit der alten Schreib- bzw. Sprechweise von Ἀτλαντὶς νῆσος Atlantìs nēsos „Insel des Atlas“ wird behauptet. Nach einer mit aztekischen Unterlagen nicht weiter belegbaren Naturkatastrophe wanderten die überlebenden Bewohner auf göttliches Geheiß in Richtung Südwesten, bis sie über Zwischenstationen ins Tal von Mexiko gelangten. In dieser Gründungslegende der Stadt Tenochtitlán wird ein Bezug zur Atlantis-Sage gesehen. Die aztekische Sprache Nahuatl gibt keinerlei Erklärungen für die Bedeutung der Ortsbezeichnung Aztlán her. Bisher konnte in der Azteken-Schrift kein Zeichen als Ursprung für den Namen Aztlan identifiziert werden.
Gestützt würde diese Theorie durch Parallelen wie dem Stadtgrundriss der alten Stadt Tenochtitlán, mit den altgriechischen Schilderungen der Hauptstadt der „Insel des Atlas“, den Ähnlichkeiten der sich weiterentwickelnden Sprachen, welche auf die „Odyssee“ (griechisch Odýsseia Ὀδύσσεια) und anschließende Siedlungsversuche der überlebenden Atlanter hinweisen, sowie die hohen nautischen, mathematischen und grafischen Fertigkeiten, die sowohl den Bewohnern von Atlantis als auch den Azteken nachgesagt werden bzw. nachgewiesen worden sind.
Ignatius Donnelly stellte als einer der ersten Autoren die Theorie auf, dass es sich bei Aztlán um den mythischen Kontinent Atlantis handelt. Er verwies in seinem 1882 erschienenen Buch „Atlantis, the Antediluvian World“ (deutsch: „Atlantis, die vorsintflutliche Welt“, 1911) auf die Inselgruppe der Azoren. Demnach soll diese durch eine Naturkatastrophe soweit zerstört worden sein, dass nur noch die Gipfel des einstigen Inselkontinentes Atlantis aus dem Wasser ragen. Dieses zeigt eine Parallele zum hypothetischen Kontinent Mu.

## Hypothesengruppe Asien
Im Gegensatz zur überwiegenden Mehrheit der Atlantisforscher, die in Europa und Amerika bzw. dem atlantischen Großraum nach Platons versunkenem Inselreich suchen, richtet in jüngster Zeit eine Minorität ihr Augenmerk vor allem auf den Bereich des asiatischen Großkontinents. Dabei konzentriert sich ihre Suche im Wesentlichen auf zwei Gebiete: Indien und Indonesien.

### Indien
Der tschechische Historiker und Archäologe Radek Brychta (Studienschwerpunkte nach eigenen Angaben: Sumer, Akkad, Industal-Zivilisationen und Ägypten) veröffentlichte 2001 ein Buch, in dem er Atlantis erstmals mit der Industal-Kultur in Verbindung brachte und die Meerenge des Bab al-Mandab als Säulen des Herakles identifizierte. P. Karthigayan, ein indischer Forscher, legte der ersten Internationalen Atlantiskonferenz auf Melos im Jahr 2005 eine Publikation mit dem Titel The Origin of the Atlantis Civilisation through Tamil literary evidences vor, und sein Landsmann Amlan Roychowdhury, ein Anthropologe der Universität Kalkutta, geht davon aus, dass die vedische Kultur Altindiens ein Überrest der Atlanter-Zivilisation gewesen sei. Umgekehrt argumentierte 2003 der Franzose Jacques Hébert, ein ehemaliger Polizeichef von Paris, die Atlanterkultur sei ein Abkömmling der Kultur des Indus-Tals gewesen. Atlantis selber lokalisiert er im Gebiet der heutigen Inselgruppe von Sokotra im nordwestlichen Indischen Ozean.
Eine völlig andere Sicht der Dinge vertrat bereits 1997 der deutsche Soziologe Martin Freksa – ein Verfechter der zentralatlantischen Lokalisierungs-Hypothese –, der die Hochkultur des vedischen Indiens als Hauptkontrahent von Atlantis in dem bei Platon beschriebenen Krieg (Timaios 25b–25d; Kritias 108c) einstufte. Unter Bezugnahme auf altindische Überlieferungen setzt er voraus, dass sowohl die Atlanter, die eine globale Hegemonialstellung anstrebten, als auch ihre indischen Kriegsgegner über eine entwickelte Hochtechnologie verfügten. Im Verlauf der Kampfhandlungen hätten die Altinder dann Atlantis um 3000 v. Chr. unter Einsatz einer Massenvernichtungswaffe („Sudarshan“) zerstört und zum Untergang gebracht.

### Malaiisches Archipel

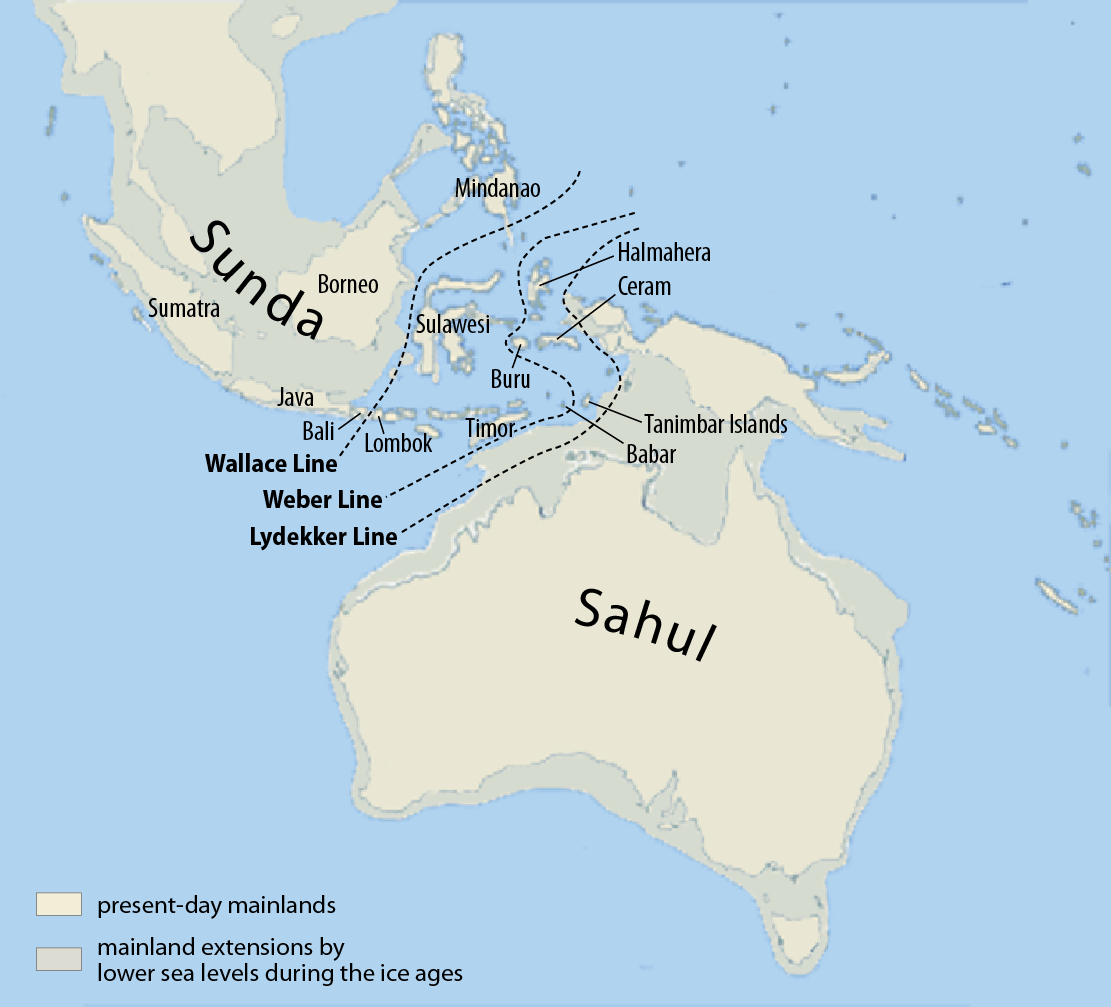
Eine kartographische Rekonstruktion von Sahul und dem nordwestlich davon gelegenen Sundaland – einem weiteren Kandidaten zur Lokalisierung von Atlantis

Der Malaiische Archipel beziehungsweise das sogenannte Sundaschelf übt ebenfalls einige Anziehungskraft auf Atlantisforscher aus. Während das Gebiet dieses Schelfs heute weitgehend unterhalb der Meeresoberfläche liegt, erstreckte sich dort im Verlauf der jüngsten Eiszeit noch eine als Sundaland oder kurz Sunda bezeichnete zusammenhängende Landmasse, die einen weiteren südasiatischen Subkontinent bildete. Südöstlich davon befand sich zu dieser Zeit noch ein sogenanntes Großaustralien (Sahul), welches Neuguinea, die Aru-Inseln sowie große Teile der Arafurasee und der Insel Tasmanien umfasste.
Einer der ersten Forscher, die Atlantis dort bereits Mitte der 1990er Jahre lokalisierten, war der US-amerikanische Polyhistor William Lauritzen, in etwa zeitgleich mit Arysio Nunes dos Santos (1937–2005), einem vormaligen Professor für Kernenergietechnik an der brasilianischen Universidade Federal de Minas Gerais, der die Sundaland-Hypothese auch international bekannt machte. Nachdem er die Ergebnisse seiner langjährigen Studien zunächst im Internet vorgestellt hatte, veröffentlichte Nunes dos Santos 2005 auch ein voluminöses und – vor allem von asiatischen Kommentatoren – viel beachtetes Buch dazu. Zuvor hatte bereits der pakistanische Forscher Zia Abbas sein Sundaland-Modell zur Verortung von Atlantis in Buchform publiziert. Ein weiterer profilierter Vertreter dieser Atlantis-Lokalisierung ist Sunil Prasannan, ein Molekularbiologe, der unter anderem am Imperial College London tätig war. Flankiert wird die atlantologische Sundaland-Hypothese zudem durch die Studien des Geologen und Geophysikers Robert M. Schoch vom College of General Studies an der Boston University, der allgemein eher als Atlantis-Skeptiker bekannt ist. Gemeinsam mit Robert Aquinas McNally hat Schoch 2003 ein Buch vorgelegt, in welchem die beiden Autoren die begründete Vermutung äußern, das Konzept des Pyramidenbaus sei von einer verschollenen Zivilisation entwickelt worden, welche vormals auf Sundaland existierte.

## Antarktische Atlantis-Lokalisierungen

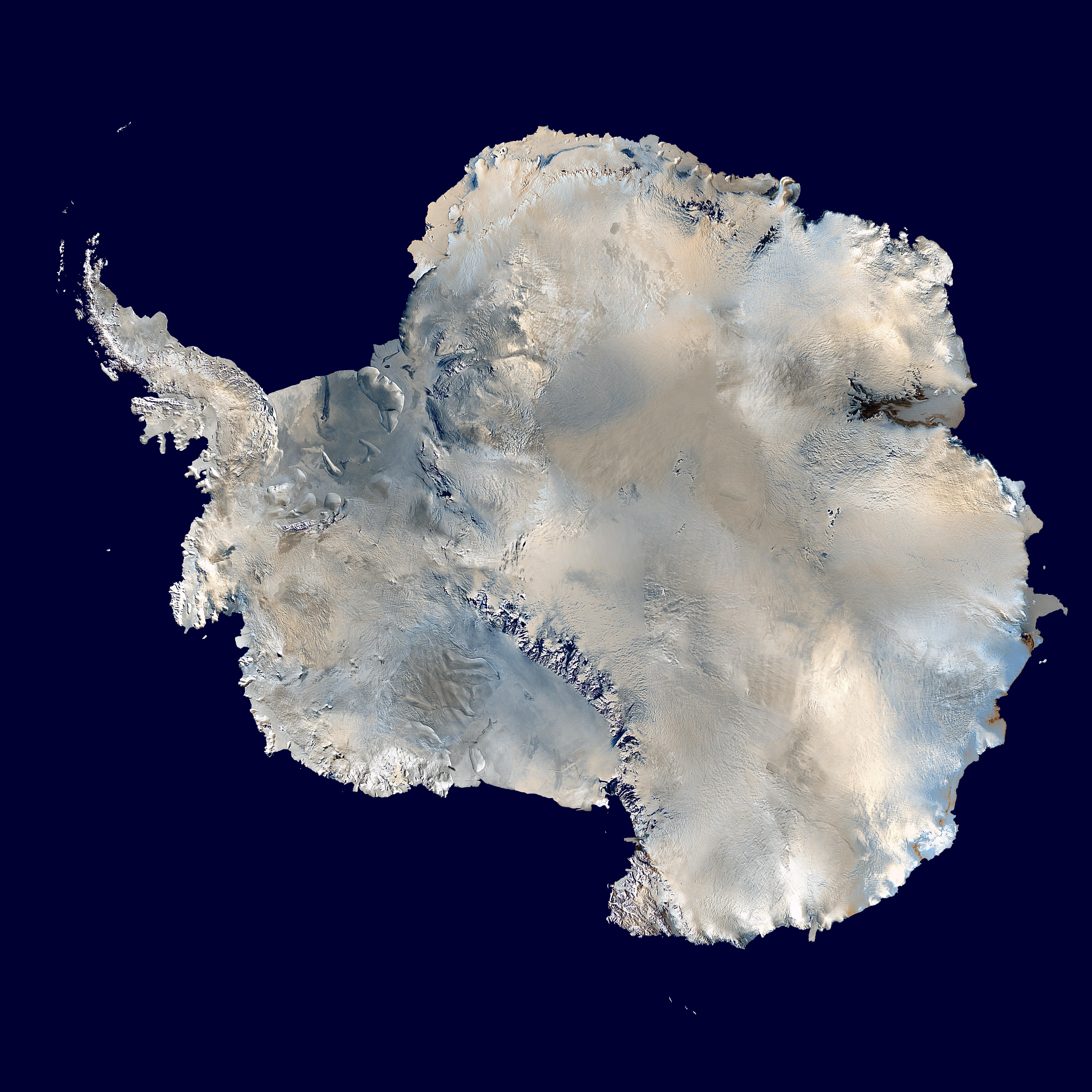
Die Vorstellung eines auf Antarktika (Bild) unter Eismassen versunkenen Atlantis entstand erst im 20. Jahrhundert.

Die Vorstellung, Atlantis könne sich einst auf Antarktika, dem südlichsten Kontinent der Erde befunden haben, gehört zu den jüngsten Lokalisierungs-Hypothesen in der Geschichte der Atlantisforschung. Erstmals vertreten wurde diese Ansicht zu Beginn des 20. Jahrhunderts von dem Chilenen Roberto Rengifo, einem Professor, der ein Modell der urzeitlichen Erstbesiedlung Südamerikas von der Antarktis her propagierte, und auch als erster die Hypothese vorstellte, der vormals bewohnbare Südkontinent sei infolge einer Verlagerung der Erdachse vereist. Rengifo publizierte seine Vorstellungen zwischen 1904 und 1935 in den Tätigkeitsberichten der Societe Scientifique du Chili. 1923 äußerte der französische Atlantisforscher René-Maurice Gattefossé die Überzeugung, dass die Kultur der Atlanter – deren Zentrum er auf einer vormaligen zentralatlantischen Insel vermutete, von wo aus sie u. a. nach Nordafrika diffundiert sei – auf einer noch früheren, in Antarktika beheimateten, Zivilisation beruht habe.
Etwa ein halbes Jahrhundert später, nämlich 1974, veröffentlichte der italienische Marineoffizier und Ingenieur Flavio Barbiero ein Buch, in dem er sowohl die – von der überwiegenden Mehrheit der Geowissenschaftler abgelehnte – Hypothese einer rapiden Verlagerung der geographischen Pole in rezenter erdgeschichtlicher Vergangenheit aufgriff, als auch die Idee eines antarktischen Atlantis weiter ausbaute. 2008 stellte Barbiero, der u. a. dem Centro Camuno di Studi Preistorici angehört und selber zwei wissenschaftliche Expeditionen in die Antarktis geleitet hat (1976 und 1978), sein südpolares Modell zur Lösung des Atlantisproblems auch auf der zweiten Internationalen Atlantiskonferenz vor. 1989 publizierte das deutsch-deutsche Autorengespann Fritz Nestke und Thomas Riemer nach F. Barbiero die zweite umfassende Abhandlung zum Thema „Atlantis in der Antarktis“. Darin gingen die Autoren ganz bewusst auf Konfrontationskurs mit dem vorherrschenden geologischen Prinzip des Aktualismus und entwickelten ein katastrophistisches Modell, in dem die von ihnen postulierte Verlagerung Antarktikas aus einem klimatisch gemäßigteren Bereich in die Polarregion als Ergebnis kosmischer Ursachen dargestellt wird. Dazu verwiesen sie auch auf die Aussage der Neith-Priester im Atlantisbericht, welche als Ursache irdischer Großkatastrophen angaben: „In Wahrheit aber handelt es sich um eine Abweichung der die Erde umkreisenden Himmelskörper“ (Timaios 22c).
Während die zuvor genannten Publikationen und Modelle zumeist nur in Insider-Kreisen bekannt wurden, gelang es dem kanadischen Ehe-, Forscher- und Autorenpaar Rand und Rose Flem-Ath, die Vorstellung eines antarktischen Atlantis weltweit zu popularisieren. In ihrem 1995 erschienenen und in zahlreiche Sprachen übersetzten Bestseller When the Sky Fell, der 1997 auch in deutscher Sprache erschien, sowie mit einem im Jahr 2000 veröffentlichten Folgewerk, das von Rand Flem-Ath gemeinsam mit Colin Wilson verfasst wurde, konnten sie bei einem breiten Publikum Interesse für die antarktische Atlantis-Hypothese wecken. Dabei unterscheidet sich ihr Modell nicht nur durch eine stärkere Einbeziehung mythologischer Indizien (Mythen, Sagen und Legenden alter Völker) von dem ihrer Kollegen; im Gegensatz zu Nestke & Riemer (1989) sowie zu Barbiero (2008) bauten sie ihr Polverlagerungs-Szenario nicht auf der Voraussetzung kosmischer Einflüsse auf. Es basiert vielmehr auf dem von Charles Hapgood ab Ende der 1950er Jahre entwickelten, mit irdischen Ursachen einer hypothetischen Verschiebung der gesamten Erdkruste auf der Asthenosphäre operierenden Konzept des Earth Crustal Displacement (ECD).
Einen Beitrag dazu, die südpolare Lokalisierungs-Hypothese zu einem dauerhaften Bestandteil der atlantologischen Forschungslandschaft zu machen, leistete auch der britische Erfolgsautor Graham Hancock, der die Atlantis-Theorie der Flem-Aths ganz bewusst publizistisch unterstützt. Zur Diskreditierung der, ohnehin besonders umstrittenen, atlantologischen Antarktika-Hypothese trugen in der Folge dagegen nicht zuletzt – zurückhaltend formuliert – diskursuntaugliche Veröffentlichungen von Autoren wie dem US-amerikanischen Nibiru-Apologeten Robertino Solàrion (Robert Traylor Russell, 1942–2010) oder der beiden belgischen Weltuntergangspropheten Patrick Geryl und Gino Ratinckx bei, die für 2012 eine kataklysmische Polverschiebung und den Zusammenbruch unserer Zivilisation voraussagten.